# Gospodarka Bydgoszczy

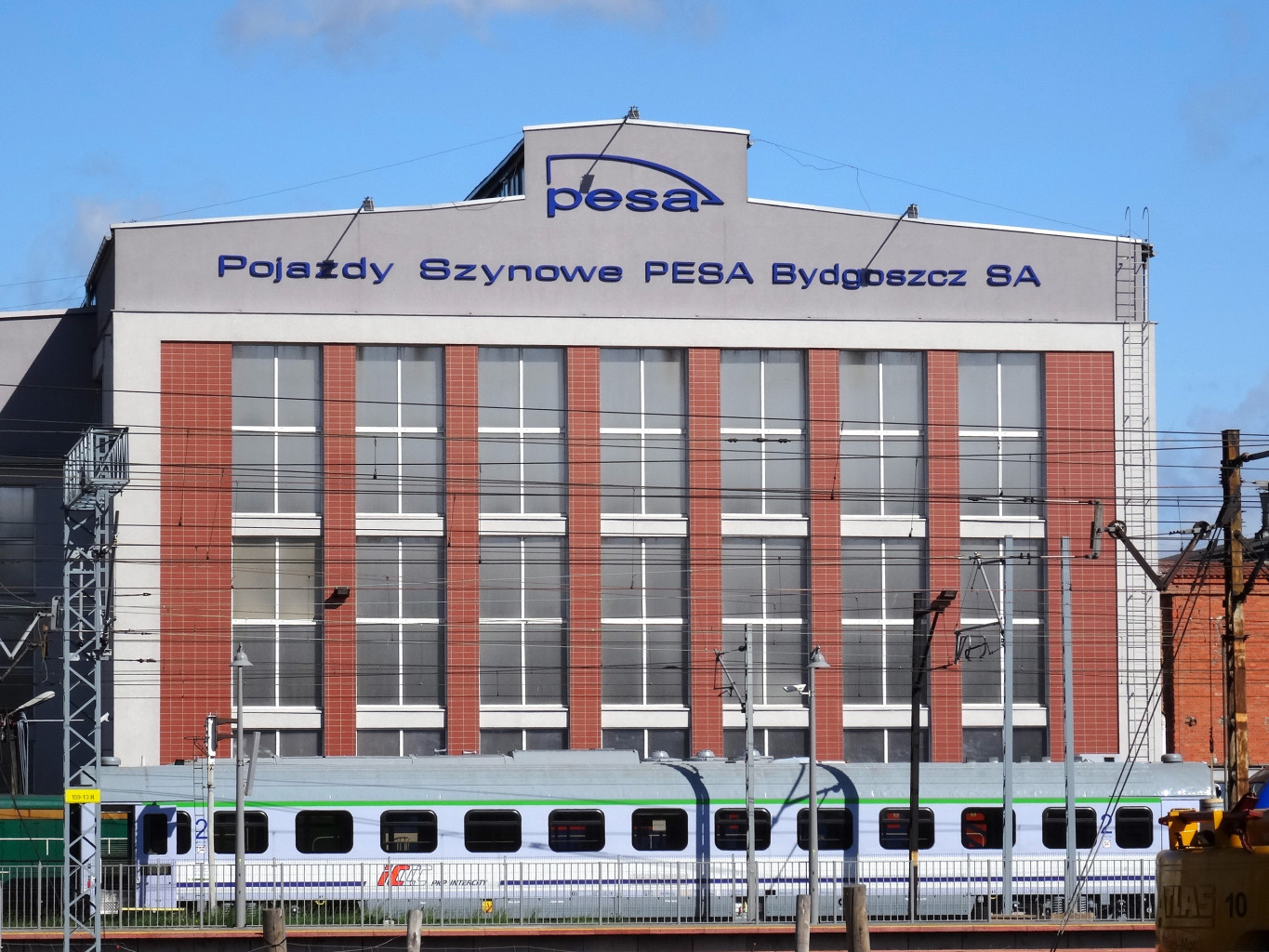
Pojazdy Szynowe PESA Bydgoszcz – największe i jedno z najstarszych rodzimych przedsiębiorstw w Bydgoszczy

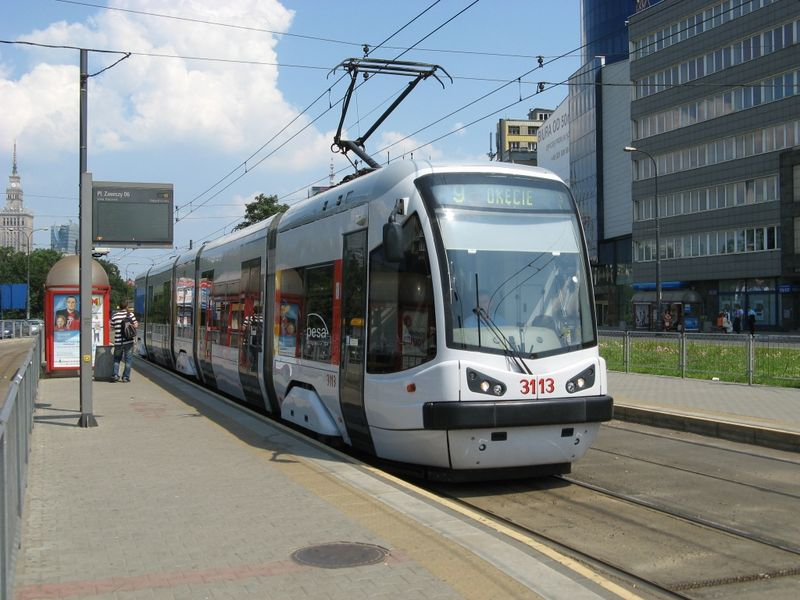
Pesa Tramicus w Warszawie

Bydgoszcz jest jednym z większych ośrodków gospodarczych Polski. Jest ośrodkiem przemysłu, handlu i usług, wraz z powiatem skupiając około jednej trzeciej potencjału gospodarczego regionu kujawsko-pomorskiego.

## Charakterystyka
Bydgoszcz jest ósmym pod względem wielkości w kraju i największym w regionie kujawsko-pomorskim ośrodkiem gospodarczym. Zatrudnienie w sektorze przedsiębiorstw wynosiło 56 tys. osób (7. miejsce w kraju), z czego 90% przypadało na sektor prywatny.
Pierwszoplanowe znaczenie w gospodarce miasta mają usługi i przemysł. Jego struktura jest zdywersyfikowana, lecz najważniejsze znaczenie mają branże:
- chemiczna, w tym przetwórstwa tworzyw sztucznych, skupione w ramach Bydgoskiego Klastra Przemysłowego,
- informatyczna (IT) i nowoczesnych usług dla biznesu Business Process Outsourcing (BPO) / Share Service Center (SSC), skupione w ramach Bydgoskiego Klastra Informatycznego,
- elektromaszynowa, w tym produkcji taboru kolejowego i tramwajowego skoncentrowana wokół firmy PESA i jej poddostawców,
- spożywcza.

Wizytówką gospodarczą miasta i największym miejscowym przedsiębiorstwem są Pojazdy Szynowe Pesa Bydgoszcz, produkujące tabor kolejowy i tramwajowy. W mieście obecnych jest wiele grup kapitałowych, koncernów i korporacji międzynarodowych. W Bydgoszczy znajduje się około 25% kujawsko-pomorskich przedsiębiorstw eksportujących swoje wyroby za granicę. Przychody bydgoskich podmiotów gospodarczych w latach 2003–2007 wzrosły z 19,71 do 24,83 mld zł. Duże znaczenie posiada rozwinięte otoczenie biznesu – banki, usługi finansowe, instytucje ubezpieczeniowe, obsługa nieruchomości i firm, targi, klastry przemysłowe, organizacje gospodarcze, baza hotelowa klasy prestiż, połączenia lotnicze (w tym towarowe).
Specyfika bydgoskiej gospodarki wyraża się m.in. w skromnej obecności w rankingach przedsiębiorstw o największych przychodach (np. 500 Polityki), gdyż to nie przedsiębiorstwa handlowe, wykazujące duży obrót decydują o obrazie gospodarczym miasta, lecz m.in. branża przetwórcza (przychody – 7. miejsce w kraju). Największe przedsiębiorstwa bydgoskie są często filiami, względnie oddziałami ogólnopolskich lub globalnych grup kapitałowych, a jednocześnie ponad połowa regionalnych przedsiębiorstw o największym zatrudnieniu znajduje się właśnie w Bydgoszczy. Bydgoskie przedsiębiorstwa są szeroko reprezentowane w rankingach promujących jakość wyrobów i usług (Teraz Polska, Dobre bo Polskie, Medal Europejski itp.), wskaźniki rozwoju (Gazele Biznesu, Złota Setka itp.) lub etykę prowadzenia działalności gospodarczej (Firmy Fair Play). W 2015 roku spośród 121 przedsiębiorstw z kujawsko-pomorskiego wyróżnionych jako Diamenty Forbesa jedna trzecia to przedsiębiorstwa z Bydgoszczy (28) i powiatu (10).
Specyfikę gospodarczą Bydgoszczy dopełnia otoczenie, powiat bydgoski, a zwłaszcza najbliżej położone i rozwinięte gminy: Białe Błota, Osielsko, Nowa Wieś Wielka i Solec Kujawski, których wskaźniki gospodarcze są wyraźnie lepsze niż przeciętne obszary wiejskie. Aglomeracja Bydgoszczy grupuje 30% podmiotów gospodarczych w województwie kujawsko-pomorskim, w tym ponad 50% podmiotów dużych, zatrudniających ponad 1000 osób. Aktywność zawodowa w Bydgoszczy jest najwyższa w regionie, natomiast stopa bezrobocia – najniższa. Dodatkowo Bydgoszcz stanowi miejsce pracy dla 30 tys. osób dojeżdżających z zewnątrz (dane z 2011). Saldo dojazdów daje Bydgoszczy 4. miejsce w Polsce północnej, po Warszawie, Poznaniu i Gdańsku.

### Nagrody i wyróżnienia gospodarcze
Za prowadzoną politykę proinwestycyjną, Bydgoszcz otrzymała szereg nagród i wyróżnień, między innymi:
- Gmina Fair Play (2007, 2008, 2009) – Certyfikowana Lokalizacja Inwestycji[11]
- trzecie miejsce w rankingu Forbes dla miast najbardziej przyjaznych biznesowi,
- tytuł Wschodzącej Gwiazdy na lokalizację usług BPO przyznany przez Colliers International (2008)[4],
- tytuł Regionalnego Centrum Gospodarczego przyznany przez PricewaterhouseCoopers
- siódme miejsce (na 600 miast i gmin) w rankingu Gmina na 5 organizowanym przez Szkołę Główną Handlową (2015)[12]
- pierwsze miejsce wśród miast polskich w rankingu Doing Business in Poland 2015 przygotowanym przez Bank Światowy[13].
- pierwsze miejsce w kategorii nowych lokalizacji dla centrów usług wspólnych 2015 (CEE Shared Services and Outsourcing Awards)[14]

Bydgoszcz od 2000 roku poddaje się międzynarodowej weryfikacji ratingowej, otrzymując początkowo ocenę BBB-, od 2009 – ocenę BBB, a od 2015 – ocenę BBB+.

## Gospodarka Bydgoszczy w statystykach
W 2013 r. w Bydgoszczy zatrudnionych było 117 tys. osób, co stanowiło 27% zatrudnionych w województwie kujawsko-pomorskim. Stopa bezrobocia w lipcu 2015 r. wynosiła 6,2%, wobec 11,7% w kraju i 15,8% w regionie. W 2013 roku co trzecia oferta pracy w województwie dotyczyła pracodawcy z Bydgoszczy. W mieście funkcjonowało 43,4 tys. podmiotów gospodarczych, z tego jedynie 2% w sektorze publicznym. Najwięcej w sekcji handel i naprawy (26%), budownictwo (10%), działalność naukowo-techniczna (10%) i przetwórstwo przemysłowe (9%).
Według sekcji PKD 2007 w Bydgoszczy prowadziło działalność 31 tys. osób fizycznych, 12,4 tys. osób prawnych, 350 jednostek samorządowych. W podziale na formy prawne funkcjonowały 3 przedsiębiorstwa państwowe, 115 spółdzielni, 1085 fundacji, stowarzyszeń i organizacji społecznych oraz 4,4 tys. spółek handlowych, w tym 563 z udziałem kapitału zagranicznego. 96% podmiotów gospodarczych to mikroprzedsiębiorstwa zatrudniające mniej niż 10 osób. Prawie 2 tys. przedsiębiorstw zatrudniało od 10 do 250 osób, 53 – w zakresie 250-1000 osób, a 14 – powyżej 1000 osób. W 2013 roku przychody ze sprzedaży produktów i usług (bez sekcji handel i naprawy) wynosiły w Bydgoszczy 12,4 mld zł, z czego 70% wartości przypadało na przemysł, a 10% – budownictwo. W strukturze produkcji sprzedanej przemysłu największy udział mają wyroby z tworzyw sztucznych i gumy (17%), artykuły spożywcze (12%), wyroby z metali (11%), papier i wyroby z papieru (7%), maszyny i urządzenia (5%) oraz meble (4%).

### Regionalny potencjał gospodarczy
Aglomeracja Bydgoszczy (powiat grodzki i ziemski) grupuje około 23% ludności województwa (więcej niż łącznie Toruń, Włocławek i Grudziądz). Potencjał gospodarczy wynosi w zaokrągleniu:
- 30% podmiotów gospodarczych[22], osób pracujących[23], środków trwałych w przedsiębiorstwach[24], nowych mieszkań oddanych do użytku (lata 1995–2013)[25],
- 40% podmiotów z udziałem kapitału zagranicznego[26], środków trwałych w przedsiębiorstwach usługowych[27],
- 50% spółek akcyjnych[28], dużych przedsiębiorstw (ponad 1000 zatrudnionych)[6] oraz sfery społecznej (szkolnictwo wyższe, media, sport wyczynowy, służba zdrowia, niektóre dziedziny kultury).

Względny potencjał gospodarczy odpowiada wskaźnikom miast wojewódzkich w innych regionach (Szczecin, Wrocław, Lublin, Olsztyn).

## Rynek pracy
W Bydgoszczy znajduje się największa grupa ludzi zawodowo czynnych w regionie kujawsko-pomorskim. Około 15% ludności ma wykształcenie wyższe, 37% średnie, a uczelnie bydgoskie dostarczają wykwalifikowanej kadry technicznej branż: mechanicznej, chemicznej, budowlanej, elektronicznej, telekomunikacyjnej, ochrony środowiska i innych. CM UMK dostarcza wykwalifikowane kadry medyczne, a UKW kadry dla oświaty, administracji. Uczelnie niepubliczne kształcą informatyków, kadry dla administracji, turystyki, hotelarstwa, kadry zarządzającej przedsiębiorstwami, dziennikarzy. Liczne szkoły średnie kształcą średni personel, potrzebny w każdym przedsiębiorstwie.

### Dojazdy do pracy do Bydgoszczy

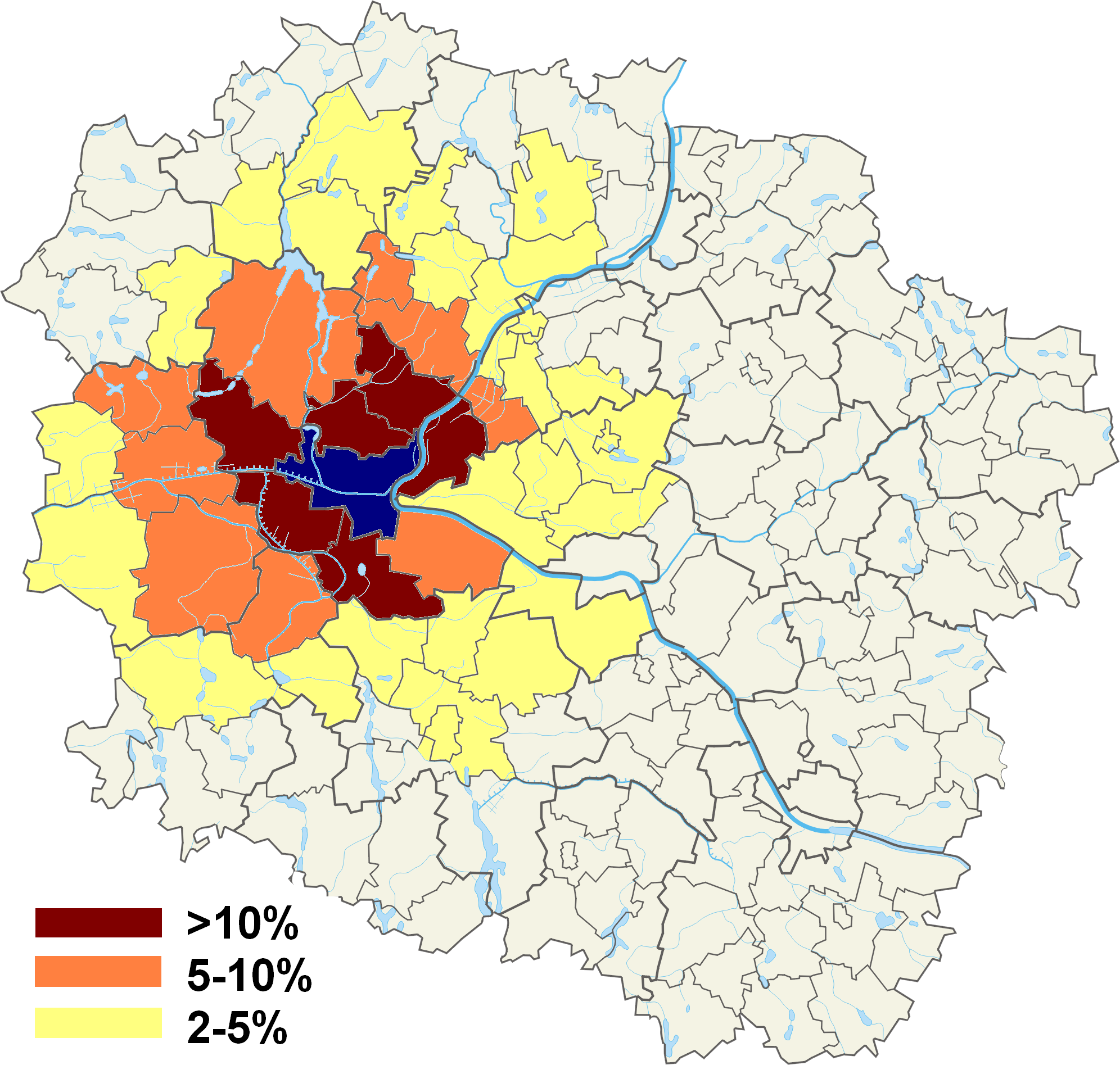
Dojazdy do pracy do Bydgoszczy według Narodowego Spisu Powszechnego 2011. Liczba osób zatrudnionych w Bydgoszczy w stosunku do liczby ludności w wieku produkcyjnym w gminach (%)

Z badań Ośrodka Statystyki Miast w Poznaniu przeprowadzonego w 2006 r. wynika, że do Bydgoszczy przyjeżdżało do pracy z innych gmin i powiatów 19,7 tys. osób (13. miejsce w kraju, 4. w północnej Polsce). Było to prawie 5 razy więcej, niż z osób wyjeżdżających do pracy z Bydgoszczy. Dodatni iloraz przepływów jest najwyższy w województwie kujawsko-pomorskim i dotyczy również gmin podbydgoskich: Białe Błota i Osielsko. W 2006 r. Bydgoszcz była miejscem pracy dla przyjeżdżających z 524 gmin w kraju, głównie z województw: kujawsko-pomorskiego, wielkopolskiego, pomorskiego i mazowieckiego. Ponad 20% udział w liczbie pracowników najemnych na terenie gminy w której mieszkają mieli przyjeżdżający do pracy z gmin: Dąbrowa Chełmińska, Dobrcz, Sicienko, Białe Błota, Świekatowo, Osielsko, Nowa Wieś Wielka oraz miast Łabiszyn i Pruszcz Pomorski. Natomiast udział w zakresie 15–20% mieli przyjeżdżający do pracy z gmin: Szubin, Łabiszyn i Koronowo. Udział powyżej 5% miały gminy położone dalej na północ i południowy zachód od Bydgoszczy aż do granic województwa. Według Spisu Powszechnego z 2011 roku w Bydgoszczy zatrudnionych było 1626 mieszkańców Torunia (co stanowiło 1,2% ludności w wieku produkcyjnym w Toruniu), zaś w Toruniu zatrudnionych było 491 mieszkańców Bydgoszczy (0,2% ludności w wieku produkcyjnym w Bydgoszczy). Wśród pracowników najemnych mieszkających w Bydgoszczy, a wyjeżdżających do pracy poza województwo kujawsko-pomorskie, najwięcej było zatrudnionych w Warszawie (400 osób) i Poznaniu (90 osób).

### Najwięksi pracodawcy w Bydgoszczy
Najwięksi pracodawcy w Bydgoszczy (2014) to m.in.:
- Pojazdy Szynowe PESA Bydgoszcz (3300 osób) – eksportuje tramwaje, szynobusy oraz składy pociągów; w spółce funkcjonuje największy w tej części Europy, zatrudniający 200 osób Dział Badań i Rozwoju, pracujący nad innowacyjnymi rozwiązaniami w produkcji pojazdów szynowych,
- Atos IT Services (2500) – międzynarodowe przedsiębiorstwo branży informatycznej zatrudniające ok. 80 tys. pracowników w 47 krajach na całym świecie; oferuje usługi zarządzania infrastrukturą IT, integrację systemów informatycznych, outsourcing i doradztwo; w Polsce działa od 2000 roku w Bydgoszczy, Gdańsku, Warszawie i Wrocławiu,
- Poczta Polska, oddział Bydgoszcz (1500) – zatrudnia pracowników nie tylko w urzędach pocztowych, ale również w Centralnym Ośrodku Rozliczeniowym i regionalnym centrum logistycznym w Lisim Ogonie,
- iQor Global Services (1500) – serwisowanie sprzętu elektronicznego z całej Europy, dodatkowo centrum obsługi klienta iQor.
- PKP Cargo, oddział Bydgoszcz (1400) – zatrudnia pracowników m.in. w Biurze Rachunkowości i Podatków, Biurze Finansów oraz Biurze Ekspedycji,
- Enea, oddział Bydgoszcz (1400) – jeden z wiodących dostawców energii elektrycznej w Polsce,
- MZK Bydgoszcz (1300) – spółka miasta Bydgoszczy,
- Stomil Bydgoszcz (1000) – producent wyrobów gumowych z 90-letnią tradycją; lider w Polsce pod względem produkcji węży hydraulicznych, eksporter na rynki zagraniczne,
- IMS Sofa (1000) – jeden z czołowych europejskich producentów mebli tapicerowanych, należy do niej marka Bydgoskie Meble,
- Alcatel-Lucent (1000) – przedsiębiorstwo z branży informatycznej, tworzy systemy komunikacji i sieci informatyczne,
- Wojskowe Zakłady Lotnicze nr 2 (1000) – przedsiębiorstwo o strategicznym znaczeniu dla gospodarki i obronności Polski,
- Bank Pocztowy (950) – jedyny bank ogólnopolski z centralą w Bydgoszczy i regionie kujawsko-pomorskim,
- Tyco Electronics (930) – przedsiębiorstwo z branży elektronicznej, największy na świecie producent biernych elementów elektronicznych i elektrycznych (m.in. ekrany dotykowe),
- Projprzem(inne języki) (740) – spółka akcyjna, jest wykonawcą m.in. konstrukcji stalowych, obiektów przemysłowych, hal magazynowych,
- Impel Cleaning, oddział Bydgoszcz (700) – oferuje usługi z zakresu m.in.: sprzątania, utrzymania czystości, fizycznej i technicznej ochrony mienia, monitoringu, usług kadrowo-płacowych i księgowych, wynajmu i serwisu odzieży,
- Miejskie Wodociągi i Kanalizacja (635) – spółka miasta Bydgoszczy.
- Frosta (600) – zakład przemysłu spożywczego, który produkuje między innymi paluszki rybne. Znajduje się w Bydgoszczy, na terenie byłego Przedsiębiorstwa Produkcyjno-Handlowego „Centrala Rybna”.
- Oponeo.pl (551) – polski sklep internetowy, znajdujący się na obrzeżach Bydgoszczy, prowadzący sprzedaż produktów motoryzacyjnych, w tym głównie opon i felg.

Do dużych przedsiębiorstw zatrudniających od kilkaset do ponad 1000 osób należą również: Jutrzenka (w składzie grupy kapitałowej Colian), Unilever, HF Helvetia Furniture, Zespół Elektrociepłowni Bydgoszcz, Komunalne Przedsiębiorstwo Energetyki Cieplnej, Bydgoskie Fabryki Mebli, Bydgoskie Zakłady Sklejek, Nitro-Chem, Makrum, Zakład Urządzeń Dozymetrycznych Polon Alfa, Frosta, Bazy i Systemy Bankowe, Zakłady Mechaniczno-Antykorozyjne Metalko, Gąsior, AJG-2 i inne.
Znaczącą część bydgoskiej gospodarki stanowią także podmioty sfery społecznej, np. szpitale, szkoły, uczelnie oraz urzędy. W 2012 Szpital Uniwersytecki nr 1 (im. dr Jurasza) zatrudniał blisko 2 tys. osób, a Szpital Uniwersytecki nr 2 (im. dr. Biziela) – 1200 osób, Uniwersytet Technologiczno-Przyrodniczy około 1200 osób, a Urząd Miasta Bydgoszczy blisko 1000 osób.

### Przedsiębiorstwa z tradycjami

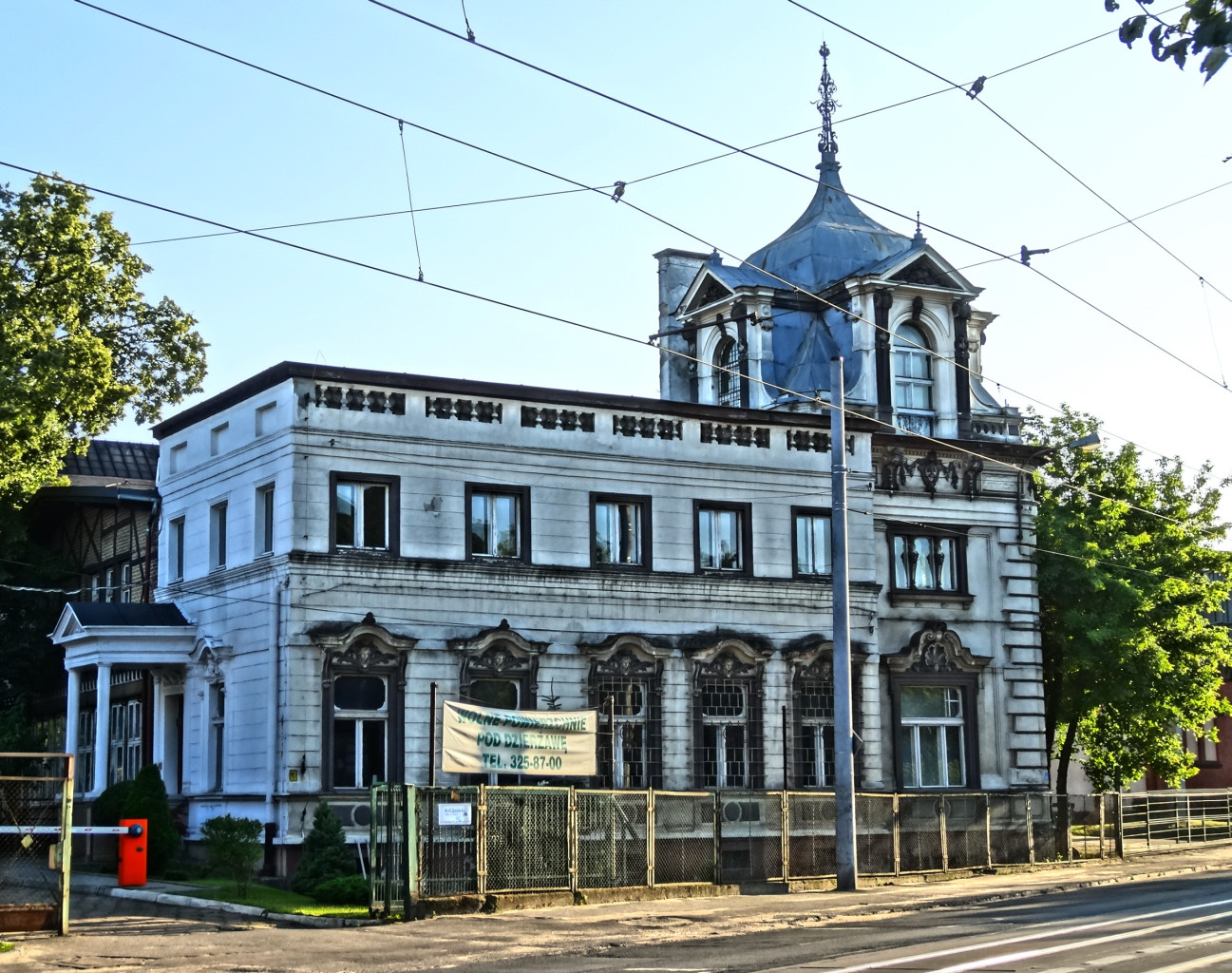
Willa fabrykanta Carla Blumwe – Fabryka Obrabiarek do Drewna (1865)

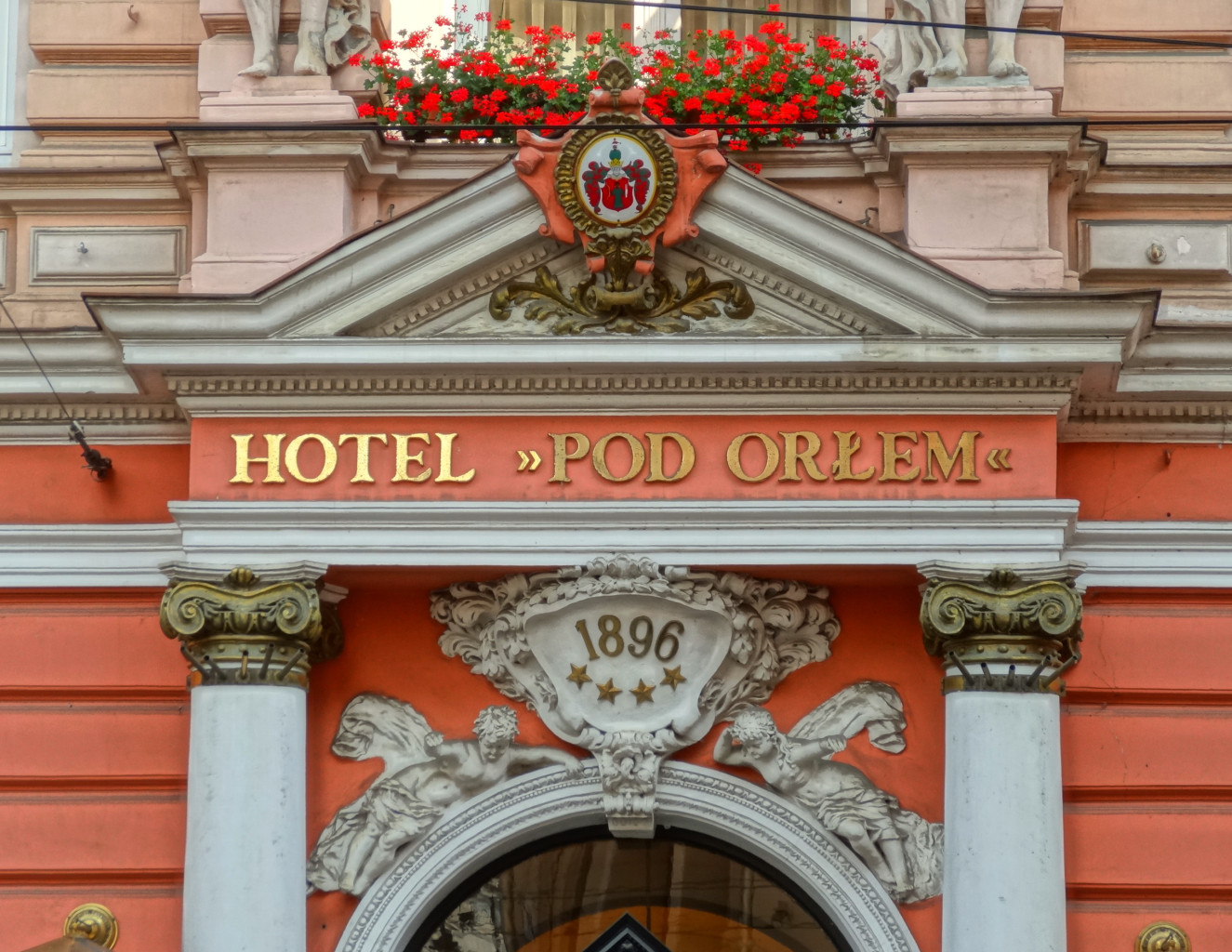
Hotel Pod Orłem w Bydgoszczy funkcjonujący jako zajazd od początku XIX wieku, obecny budynek z 1896 roku

W Bydgoszczy funkcjonuje szereg przedsiębiorstw z tradycjami, sięgającymi XIX wieku, dwudziestolecia międzywojennego oraz wczesnych lat powojennych:
- Poczta Polska (bydgoski Urząd Pocztowy) – 1733[32]
- Hotel Pod Orłem w Bydgoszczy – 1800[33]
- Pojazdy Szynowe PESA Bydgoszcz – 1851[34]
- Bydgoska Fabryka Narzędzi „Befana” – 1852[35]
- Gazownia w Bydgoszczy – 1859[36]
- Fabryka Obrabiarek do Drewna – 1865[37]
- Bydgoskie Zakłady Elektromechaniczne „Belma” – 1868[38]
- Makrum – 1868[39]
- Prasowe Zakłady Graficzne (Ortis) – 1869[40]
- Państwowa Straż Pożarna – 1872[36]
- Hotel Ratuszowy w Bydgoszczy – 1881[33]
- Bydgoskie Fabryki Mebli – 1884[41]
- Miejskie Zakłady Komunikacyjne w Bydgoszczy – 1888[36]
- Bydgoskie Zakłady Mięsne – 1890[42]
- Żegluga Bydgoska – 1891[43]
- Wody Mineralne Ostromecko – 1894[44]
- Enea (Zakład Energetyczny Bydgoszcz) – 1896[36]
- Zieleń Miejska (Deputacja Ogrodów Miejskich) – 1898[36]
- Miejskie Wodociągi i Kanalizacja – 1900[36]
- Bydgoskie Zakłady Sklejek – 1914[45]
- Bydgoskie Zakłady Przemysłu Gumowego „Stomil” – 1920[46]
- Bydgoska Fabryka Kabli (Tele-Fonika Kable zakład Bydgoszcz) – 1920[47]
- Kolejowe Zakłady Łączności – 1920[48]
- Poczta Polska Centralny Ośrodek Rozliczeniowy – 1920[49]
- Jutrzenka – 1922[50]
- Eltra – 1923[51]
- Pasamon – 1924[52]
- Alcatel-Lucent (Telfa) – 1928[53]
- Unilever (Bydgoskie Zakłady Chemii Gospodarczej Pollena) – 1932[54]
- Zachem i Nitro-Chem – 1940
- PKS Bydgoszcz – 1945[55]
- Modus – 1945[56]
- Wojskowe Zakłady Lotnicze nr 2 – 1945[57]
- Cukiernia Adam Sowa – 1946[58]
- Kolejowe Zakłady Nawierzchniowe Cogifer Polska – 1947[59]
- Projprzem – 1948[60]
- Famor – 1952[61]
- Bydgoska Fabryka Urządzeń Chłodniczych Byfuch – 1953[62]
- Solbet(inne języki) – 1954[63]
- Bydgoskie Zakłady Maszyn Gastronomicznych Ma-Ga – 1956[64]
- Zakład Urządzeń Dozymetrycznych Polon-Alfa – 1960[65] (względnie od 1956 roku), producent czujników, sond i systemów przeciwpożarowych oraz używanych w przemyśle chemicznym, a także aparatury dozymetrycznej; w 2016 osiągnął zysk netto w wysokości 27,5 mln zł[66]
- Komunalne Przedsiębiorstwo Energetyki Cieplnej – 1963[36]

Kilka długoletnich zakładów zaprzestało już działalności w Bydgoszczy, m.in. Zakłady Graficzne im. KEN (1806-2008), Kujawiak Browary Bydgoskie (1858-2006), Pomorskie Zakłady Przemysłu Skórzanego „Kobra” (1876-1992), Bydgoskie Zakłady Fotochemiczne „Foton” (1926-1997), Zakłady Rowerowe Romet (1948-2005)

## Marki gospodarcze

### Produkty z Bydgoszczy

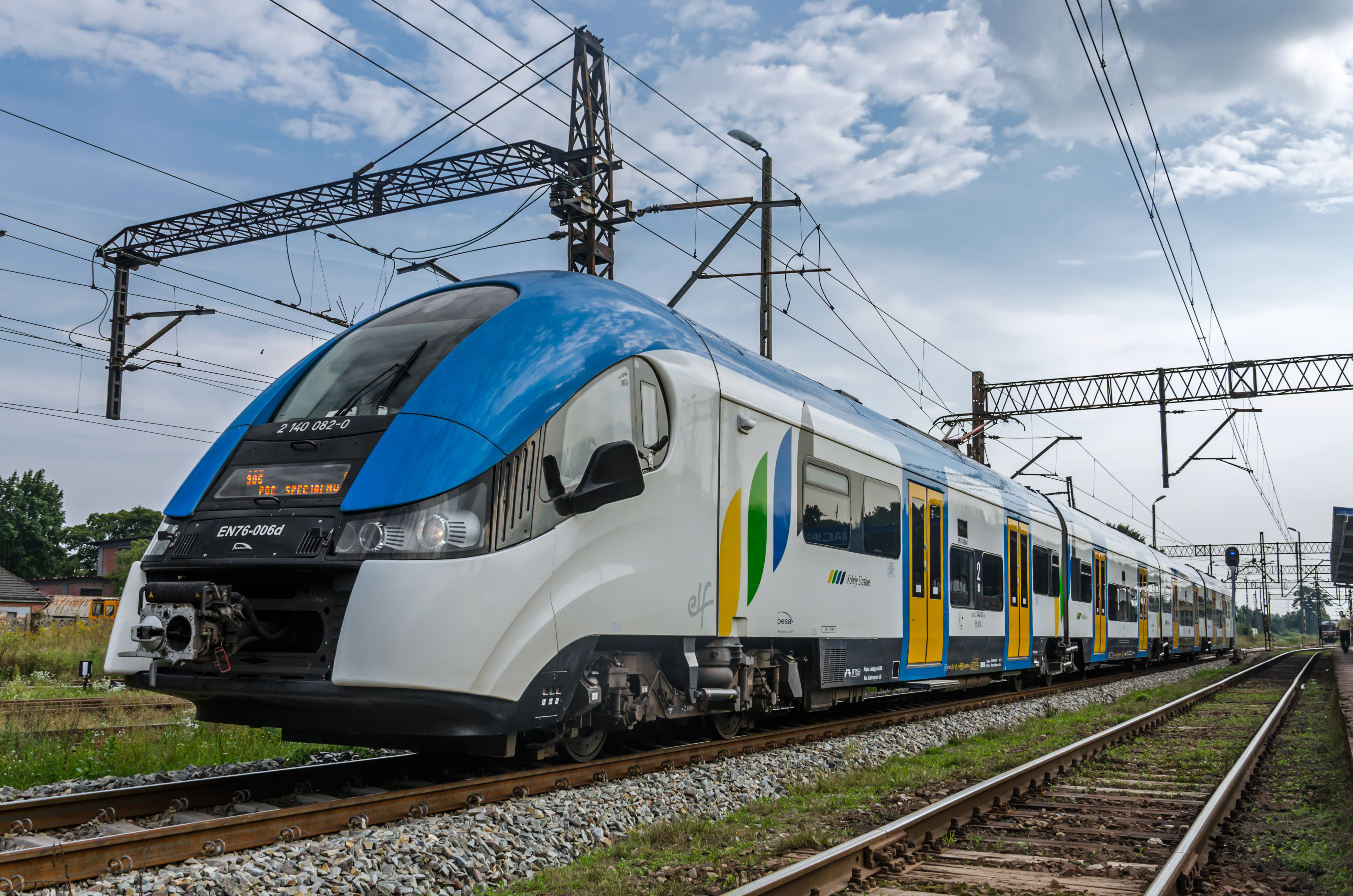
Produkt bydgoskiej PESY

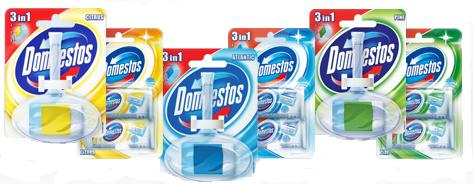
Produkty bydgoskiego Unilevera

Do rozpoznawalnych produktów wytwarzanych w przedsiębiorstwach bydgoskich, względnie podbydgoskich należą m.in.:
- składy kolejowe, autobusy szynowe i tramwaje (PESA) obecne w wielu regionach i miastach polskich i zagranicznych (Warszawa, Łódź, Gdańsk, Elbląg, Toruń, Bydgoszcz, Segedyn, Sofia, Królewiec, Moskwa)[72]
- pasty do zębów (Signal, Amodent), szampony i odżywki do włosów (Timotei, Sunsilk, Andrelon), płyny do kąpieli (Dove), kostki toaletowe (Domestos)[73]
- słodycze marki Jutrzenka, m.in. bakalie w czekoladzie, batony Alibi i Apetit, ciastka Jeżyki, Elitki, Petit Beurre, wafle Familijne, Grześki[74]
- paluszki rybne i mrożonki (Frosta)[75],
- woda mineralna (Ostromecko)
- meble ekskluzywne z marką „Bydgoskie Meble”
- sklejki dla budownictwa i przemysłu (Sklejka-Multi)[76]
- podzespoły elektroniczne i kable (Tyco Electronics, Tele-Fonika Kable)
- systemy informacji wizualnej i fonicznej (SiMS i Pixel)[77]
- oprogramowanie dla banków, firm i instytucji (Asseco, BSB, Logon)
- gładzie, kleje i zaprawy dla budownictwa (Grupa Atlas)
- systemy sygnalizacji pożarowej (Polon Alfa)
- pilniki (Befana)
- urządzenia chłodnicze dla sklepów i hipermarketów (Byfuch)
- materiały biurowe – segregatory (Vaupe), pióra i wkłady żelowe (Rystor)
- papiery powlekane (Pasaco)
- beton komórkowy (Solbet)
- wyroby z tworzyw sztucznych, opakowania
- sprzęt wędkarski (Dragon – największy w Polsce dostawca sprzętu wędkarskiego)[78].

### Przedsiębiorstwa

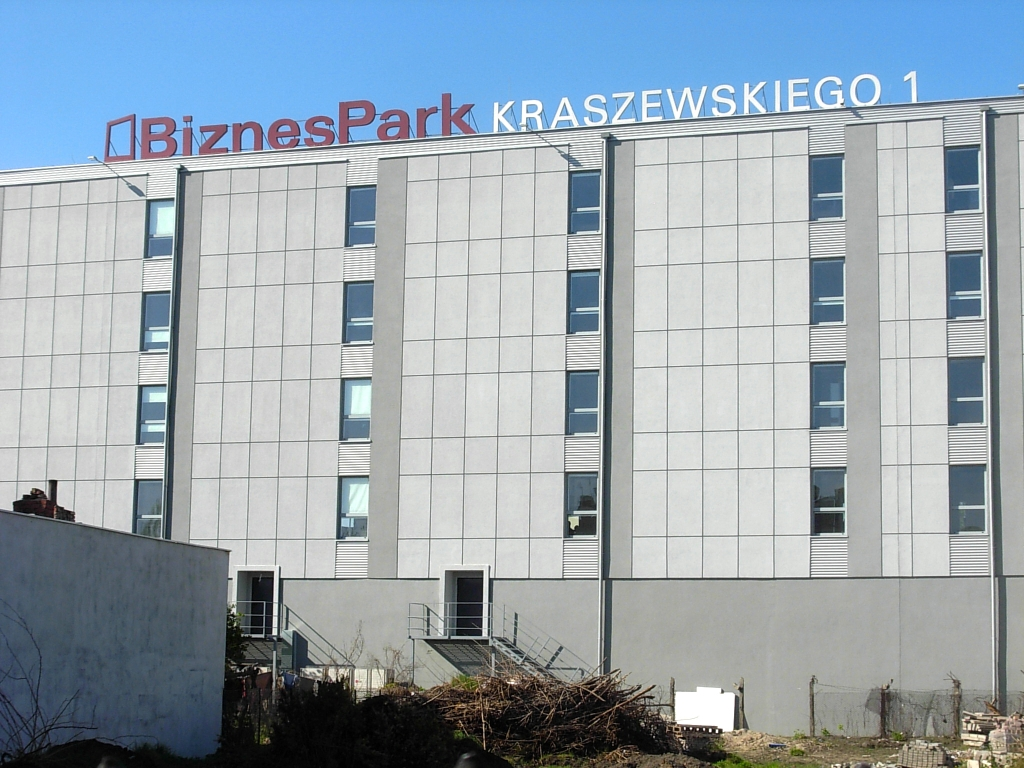
Biznes Park przy ul. Kraszewskiego

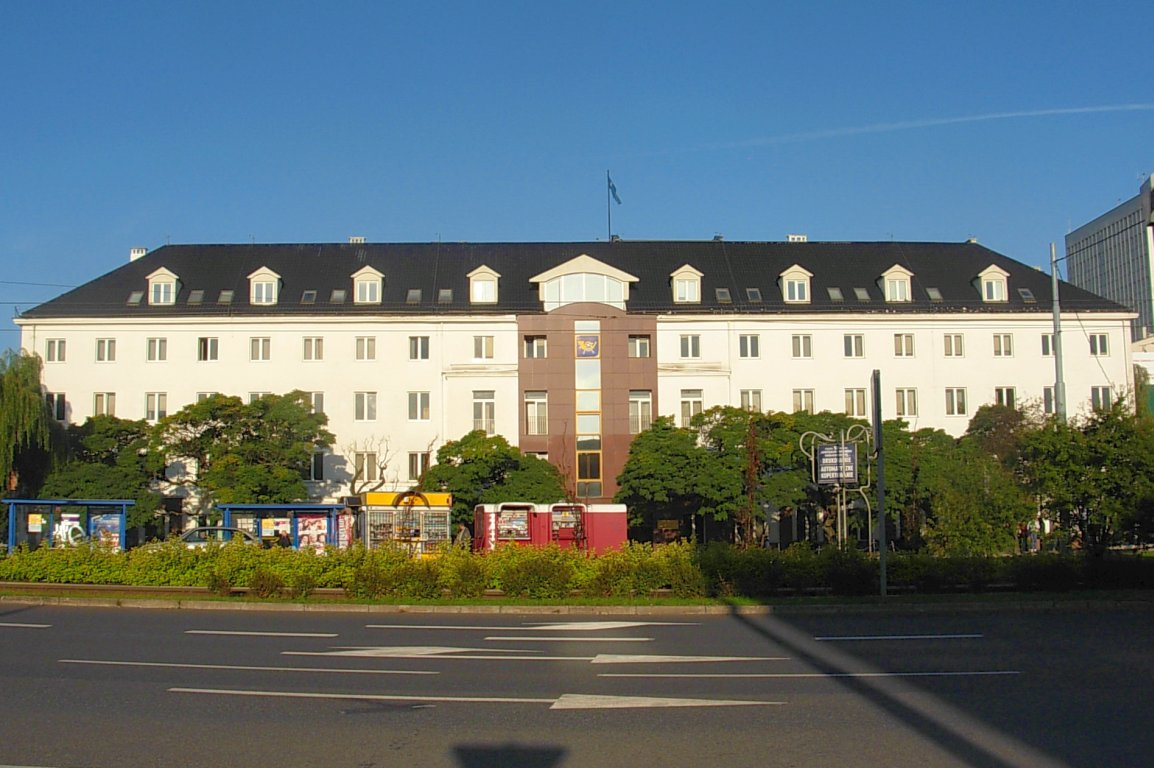
Centralny Ośrodek Rozliczeniowy Poczty Polskiej w Bydgoszczy

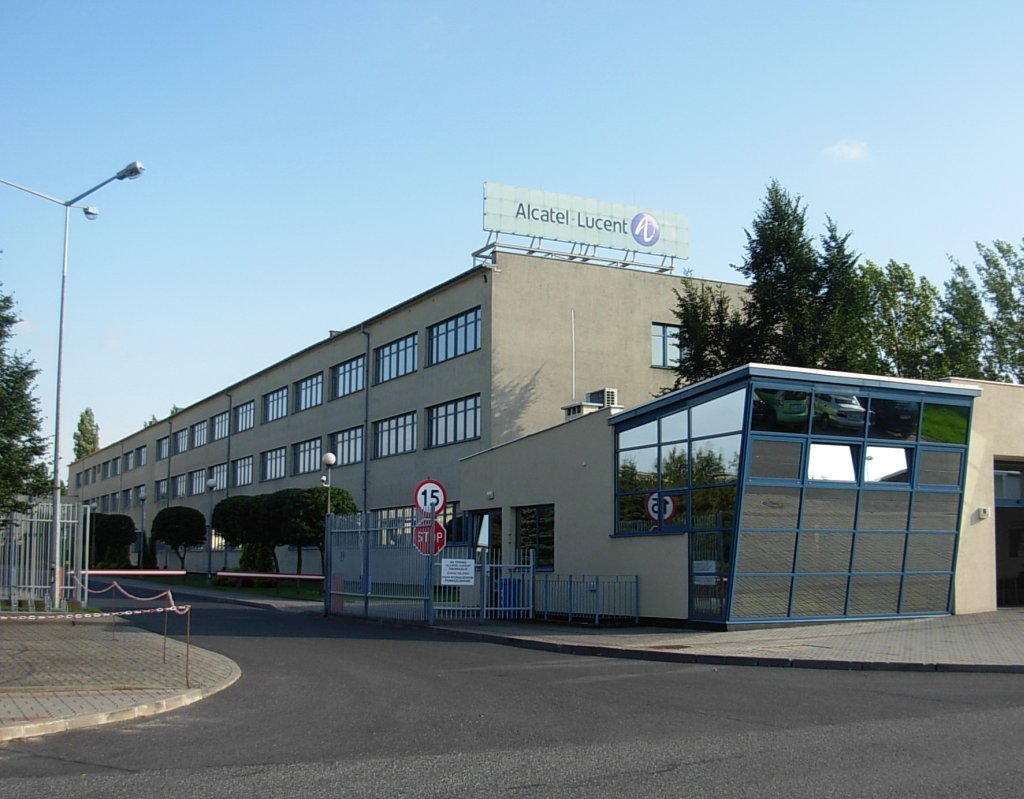
Alcatel-Lucent w Bydgoszczy przy ul. Pilickiej

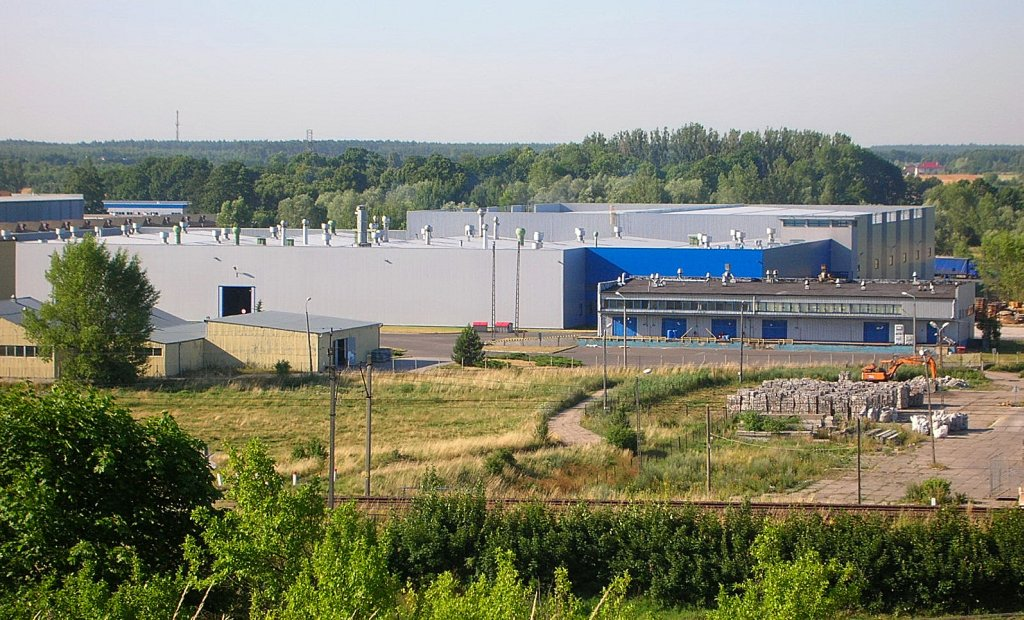
Mlekpol na Osowej Górze w Bydgoszczy

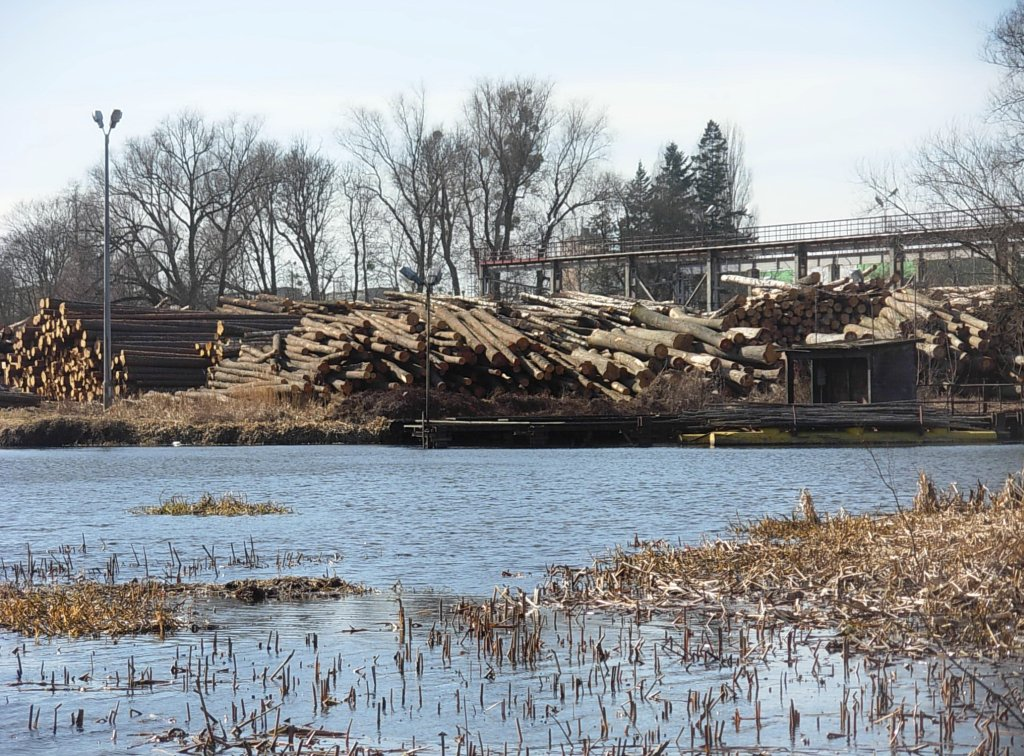
Składy drewna Bydgoskich Zakładów Sklejek

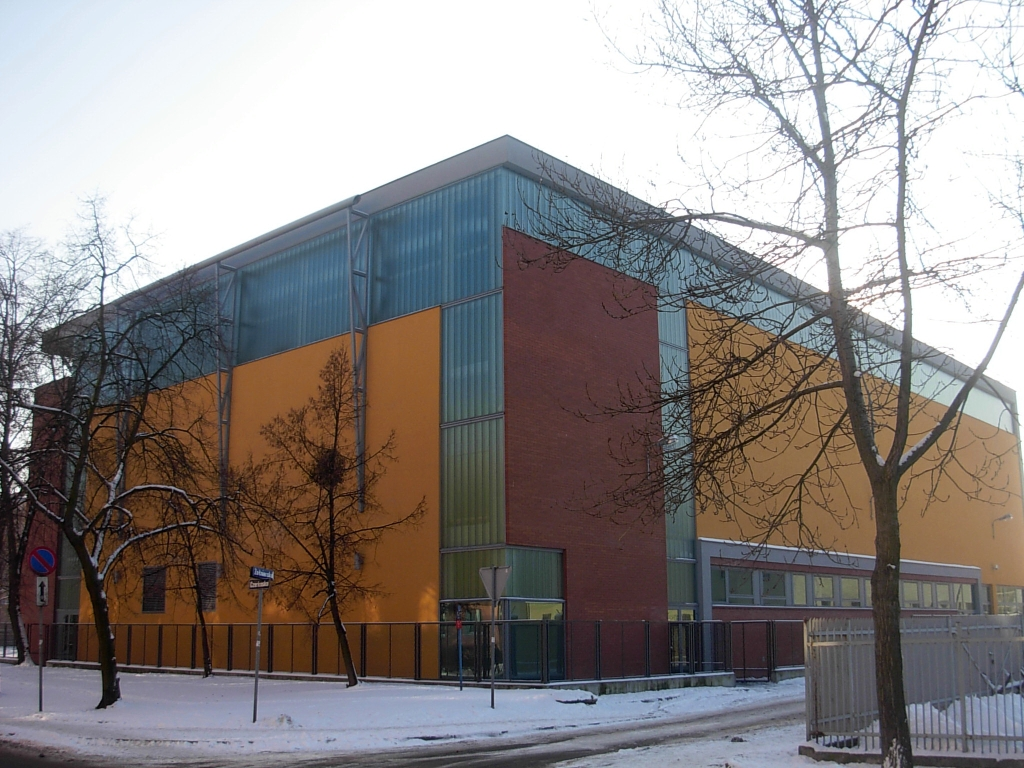
Makrum

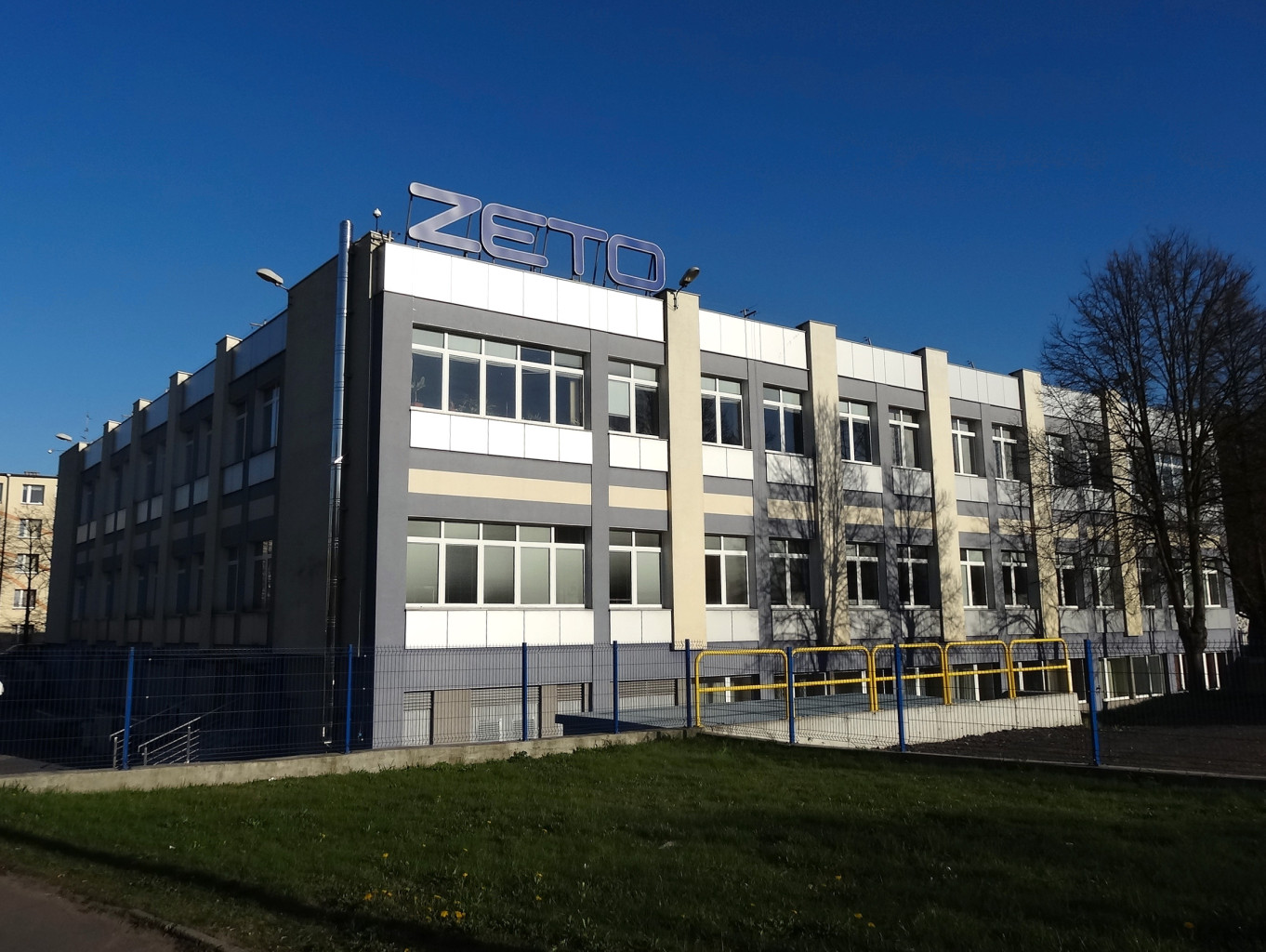
ZETO Bydgoszcz

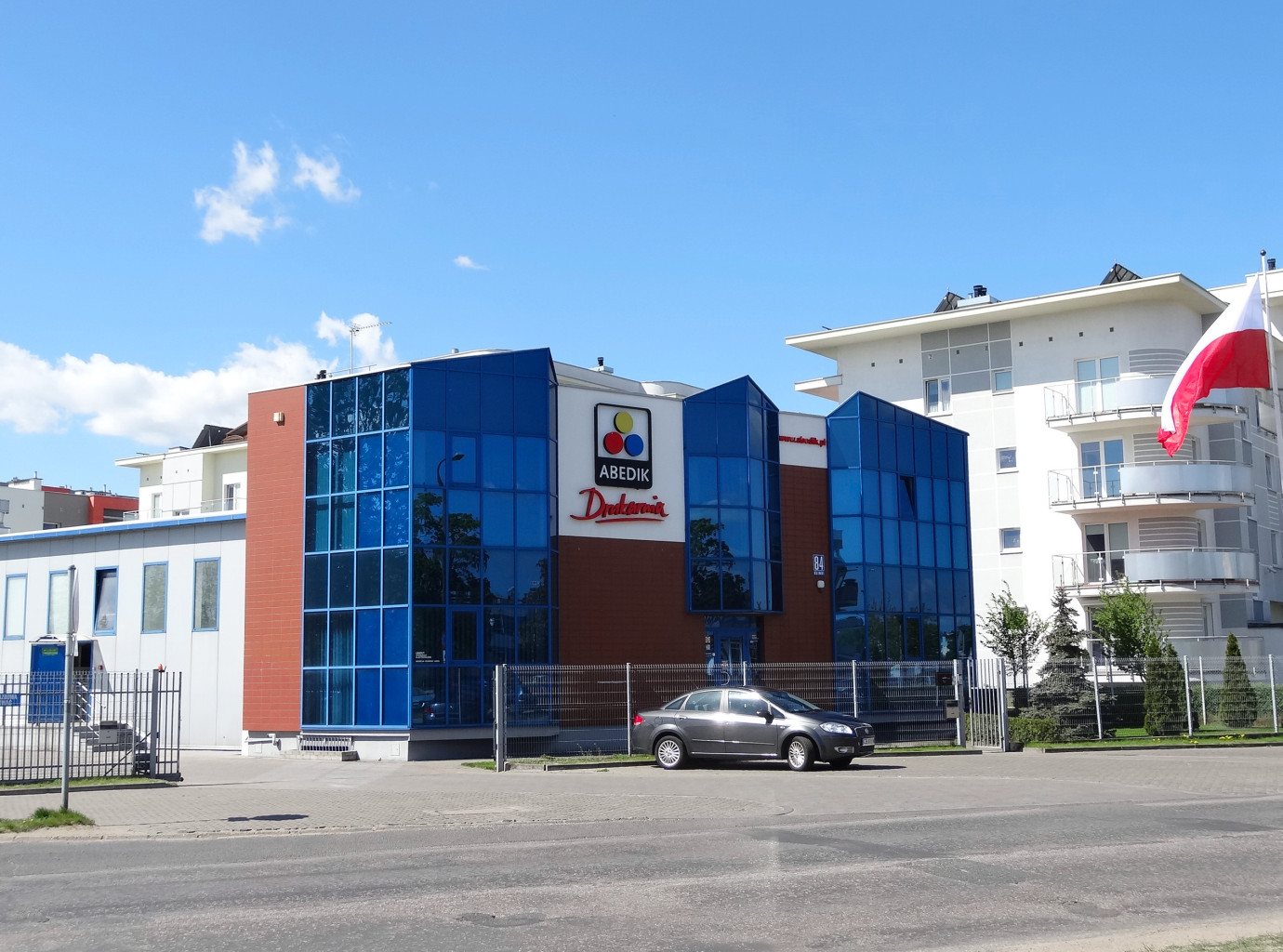
Drukarnia Abedik na Glinkach

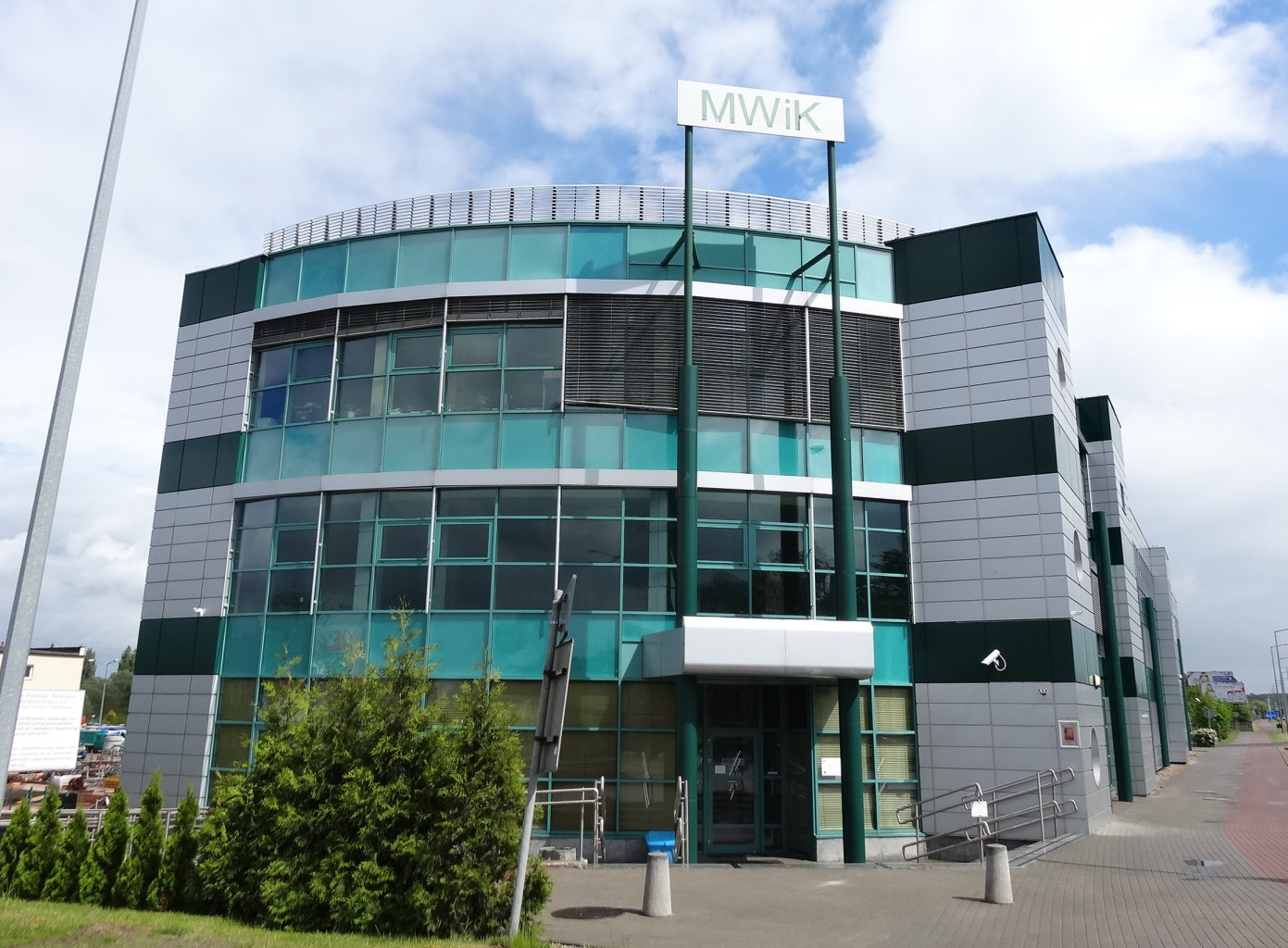
Biurowiec Miejskich Wodociągów i Kanalizacji

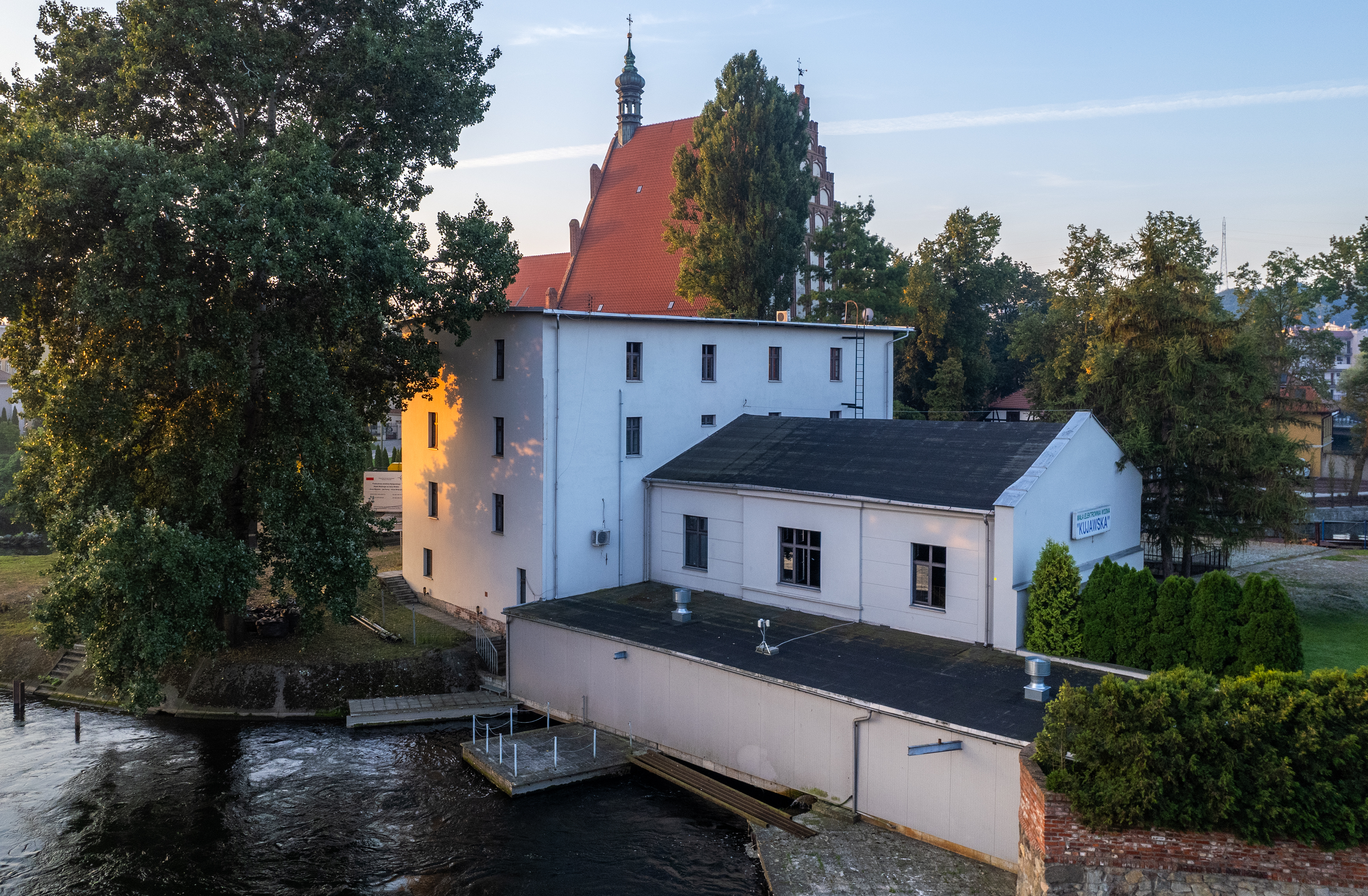
Elektrownia wodna „Kujawska” w centrum Bydgoszczy

W Bydgoszczy funkcjonuje ponad 550 spółek z udziałem kapitału zagranicznego, co stanowi ok. 30% potencjału regionu, a licząc z powiatem – blisko 40%. Swoje przedsiębiorstwa posiadają tutaj koncerny produkcyjne, m.in.: Unilever, Telefonika, Grupa Atlas, Mlekpol, IMS Group, Grupa Pilkington, Tyco, Lexel A/S, Schieder, MMP Neupack, Prettl, Bierbaum, Frosta, Helvetia Furniture, SPX, OKT, Global Malt, East Pack, Wentworth, jak i usługowe: Grupa Energetyczna Enea, Schenker, Polska Grupa Farmaceutyczna, Alcatel-Lucent, Atos IT Services, Livingston International, Teleplan, Jabil, Mobica, Sunrise System, Metro AG, Grene, Cogifer, Asseco, Dräger Medical i wiele innych.
Przykładami lokalnych przedsiębiorstw, wykazujących ekspansję krajową i globalną są m.in. Pojazdy Szynowe PESA Bydgoszcz, Oponeo.pl, Abramczyk, Drozapol-Profil, Solbet, Dadelo i inne. W 2011 powstała w Bydgoszczy Grupa kapitałowa Immobile, która jest właścicielem m.in. Zakładów Budowy Maszyn Makrum i sieci hoteli Focus.

### Lokalne marki gospodarcze
Markami bydgoskimi w okresie Polski Ludowej były m.in. rowery Romet, obuwie Kobra, czy też piwo Kujawiak. Przedsiębiorstwa produkujące te wyroby nie przetrwały okresu transformacji gospodarczej. W XXI wieku pojawiły się nowe produkty z Bydgoszczy, znane nie tylko na lokalnym rynku. Przykładami są m.in.:
- tramwaje i składy kolejowe PESA,
- marki słodyczy Jutrzenka znane w całej Polsce i w 20 państwach na czterech kontynentach[83],
- wyroby cukiernicze Sowa znane w kraju i w Europie (Wielka Brytania, Niemcy) oraz Staropolska – znana w regionie kujawsko-pomorskim[83],
- Oponeo.pl, marka handlowa znana ze sprzedaży opon na rynku polskim i europejskim (Niemcy, Włochy, Francja, Hiszpania, Wielka Brytania, Austria, Holandia),
- Bydgoskie Meble, marka obecna w Polsce i Niemczech od końca XIX wieku, wielokrotnie nagradzana (Diament Meblarstwa, Wizytówka Polski, Najlepsze w Polsce czy Produkt Roku miesięcznika Meble Plus)[83],
- Quiosque, marka należąca do bydgoskiej spółki PBH S.A. oferująca odzież kobiecą na terenie całego kraju[83],
- Vivid Games, marka znana na całym świecie na rynku gier mobilnych[83].

### Spółki giełdowe
W 2013 r. na Warszawskiej Giełdzie Papierów Wartościowych notowane były następujące spółki z Bydgoszczy: Projprzem (na giełdzie od 1991), Drozapol Profil (2004), Oponeo.pl (2007) i Makrum (2007).

### Bydgoskie przedsiębiorstwa w rankingach gospodarczych

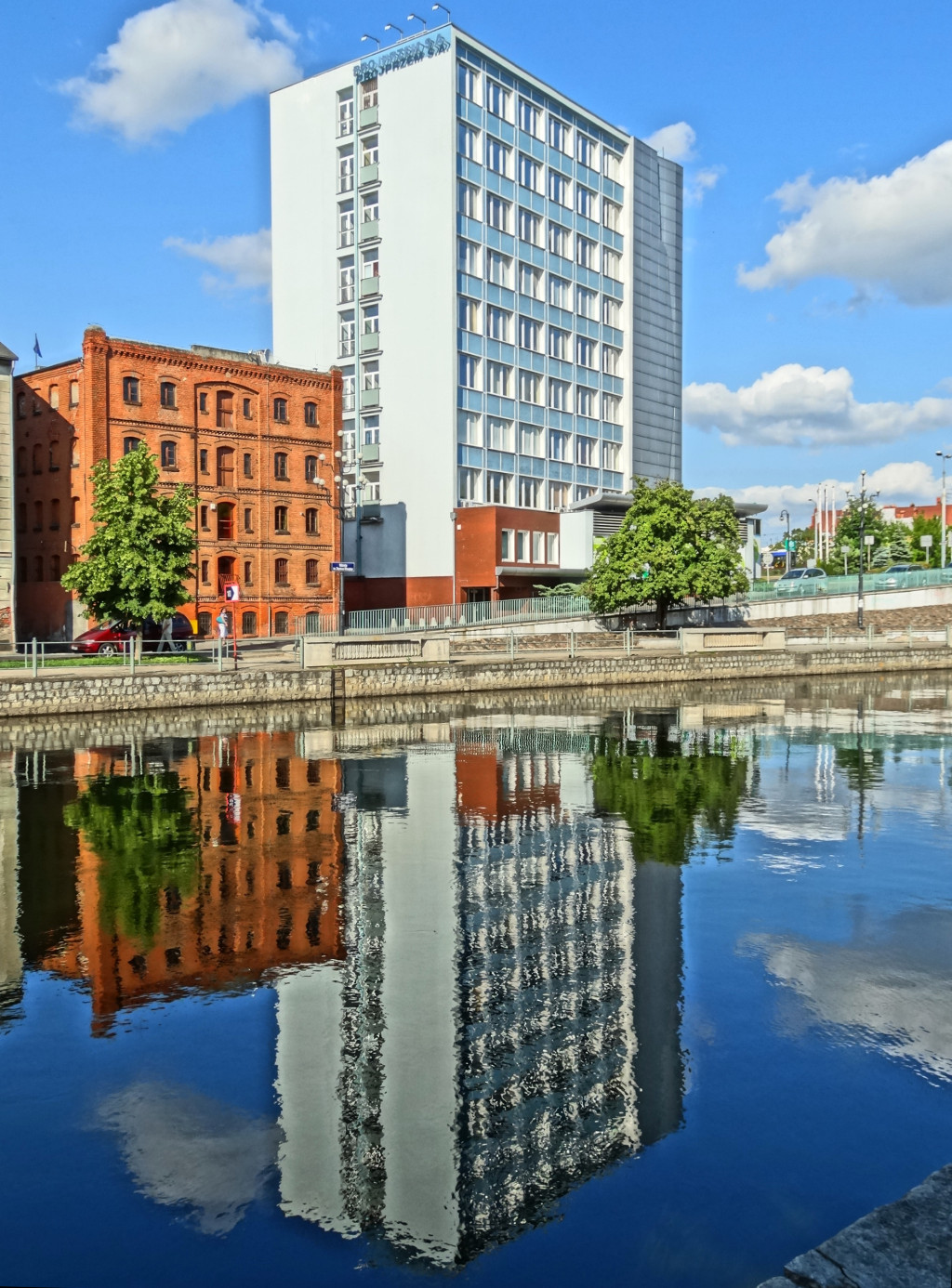
Biurowiec Projprzemu

W rankingach ogólnopolskich, które przedstawiają przedsiębiorstwa o największych przychodach niewiele jest przedsiębiorstw bydgoskich. Wynika to z faktu, że wiele dużych miejscowych przedsiębiorstw wchodzi w skład korporacji, grup kapitałowych i firm globalnych, których siedziby nie mieszczą się w Bydgoszczy. Nadal zatrudniają one tysiące osób, ale nie są już przypisywane bezpośrednio Bydgoszczy. Inną przyczyną jest to, że duże przedsiębiorstwa handlowe, których specyfiką działalności jest duży obrót, są stosunkowo skromnie reprezentowane na lokalnym rynku, w przeciwieństwie np. do przedsiębiorstw produkcyjnych i przetwórczych. Liczba przedsiębiorstw o dużym zatrudnieniu w Bydgoszczy jest nieproporcjonalnie duża. W 2013 r. w Bydgoszczy funkcjonowało 53 jednostki o zatrudnieniu 250–1000 osób (30% w regionie) i 14 powyżej 1000 osób (50% w regionie).
Do ważniejszych grup kapitałowych, które posiadają w Bydgoszczy oddziały lub fabryki, a zestawione są corocznie na liście największych przedsiębiorstw należą m.in.: Poczta Polska (siedziba – Warszawa, ogólnopolskie Centrum Rozliczeniowe i Bank Pocztowy w Bydgoszczy), Enea (Poznań), Tele-Fonika Kable (Myślenice, posiada w Bydgoszczy dużą fabrykę zatrudniającą ok. 500 osób), Unilever (Warszawa, duża fabryka w Bydgoszczy), Mlekpol (Grajewo, duża przetwórnia w Bydgoszczy), Grupa Atlas (Łódź, fabryka w Bydgoszczy), Pilkington (Sandomierz), Schenker (Warszawa, regionalny oddział w Bydgoszczy), Colian (Opatówek, fabryki w Bydgoszczy), Telewizja Polska (Warszawa), Tyco (Warszawa), Polska Grupa Farmaceutyczna (Łódź) i inne. Z przedsiębiorstw, których zarządy znajdują się w Bydgoszczy największe przychody posiadają: Pojazdy Szynowe PESA Bydgoszcz (przychód ponad 1,5 mld zł), Frosta (przychód 325 mln zł), Zespół Elektrociepłowni Bydgoszcz, Drozapol-Profil, Projprzem, Komunalne Przedsiębiorstwo Energetyki Cieplnej, Wojskowe Zakłady Lotnicze nr 2, Makrum, Belma, Bydgoskie Fabryki Mebli, HF Helvetia Furniture, Gąsior (lider opakowań dla przemysłu spożywczego w Polsce), Stomil Bydgoszcz i inne.
W rankingach gospodarczych, które nie skupiają się na przychodach przedsiębiorstw, lecz na jakości wyrobów i usług (Teraz Polska, Dobre bo Polskie, Medal Europejski itp), wskaźnikach rozwoju (Gazele Biznesu, Złota Setka itp.) lub etyce prowadzenia działalności gospodarczej (Fair Play) – bydgoskie przedsiębiorstwa są obecne w liczbie co najmniej proporcjonalnej do potencjału miasta. W 2015 roku spośród 121 przedsiębiorstw z kujawsko-pomorskiego wyróżnionych jako Diamenty Forbesa jedna trzecia to przedsiębiorstwa z Bydgoszczy (28) i powiatu (10). Na uwagę zasługują lokalne udogodnienia w prowadzeniu i rozwoju biznesu. W 2015 roku Bydgoszcz zajęła pierwsze miejsce wśród miast polskich w rankingu Doing Business in Poland 2015 przygotowanym przez Bank Światowy.

## Strefy gospodarcze

### Dzielnice składowo-przemysłowe
Główne strefy składowo-przemysłowe znajdują się: na zachodzie miasta w dzielnicach: Osowa Góra, Czyżkówko i Okole oraz na wschodzie na osiedlach: Bydgoszcz Wschód, Siernieczek, Brdyujście, Fordon, Zimne Wody, Czersko Polskie i Łęgnowo. Niewielkie obszary przeznaczone do prowadzenia działalności gospodarczej zlokalizowane są również w centralnej i południowej części miasta, m.in. na osiedlu Glinki, Szwederowo, Bielice, osiedlu Leśnym oraz w rejonie dworca kolejowego.
Oddzielne zagadnienie stanowi teren byłych Zakładów Chemicznych Zachem o powierzchni kilkudziesięciu kilometrów kwadratowych w południowo-wschodniej części miasta. Część terenu wykorzystano do budowy Bydgoskiego Parku Przemysłowo-Technologicznego. Po upadku Zachemu w 2014 roku, zwolnione tereny przemysłowe mogą być wykorzystane do dalszej ekspansji gospodarczej w tym rejonie.

### Parki przemysłowe i centra biznesowe
Od 2004 roku w Bydgoszczy funkcjonuje Bydgoski Park Przemysłowo-Technologiczny o powierzchni 283 ha. Jest to przestrzeń atrakcyjna dla prowadzenia działalności gospodarczej z uwagi na ulgi w podatkach, ochronę, dostępne media i tereny, bliskość szlaków komunikacyjnych: kolejowej magistrali węglowej, DK5, DK10, portu lotniczego z terminalem cargo i rejsami do portów przesiadkowych. W BPPT na terenie 46 ha utworzona została podstrefa Pomorskiej Specjalnej Strefy Ekonomicznej. W ramach przyjaznej inwestorom polityki władz miejskich, w Bydgoszczy obowiązuje zwolnienie z podatku od nieruchomości dla nowych inwestycji, w których utworzono nowe miejsca pracy. W 2013 roku w BPPT funkcjonowało 57 przedsiębiorstw zatrudniających 1,5 tys. osób.
Oddzielnym zagadnieniem jest rozwój centrów biurowo-biznesowych wykorzystywanych przez przedsiębiorstwa z branży IT i rozliczeniowo-finansowe. Nowe centra biurowe, rozwijające się po 2010 roku to m.in.: Biznes Park Kraszewskiego 1, Bydgoskie Centrum Biznesu, SCANPARK Business Center, Your Office, ML Office, F262.

## Otoczenie biznesu

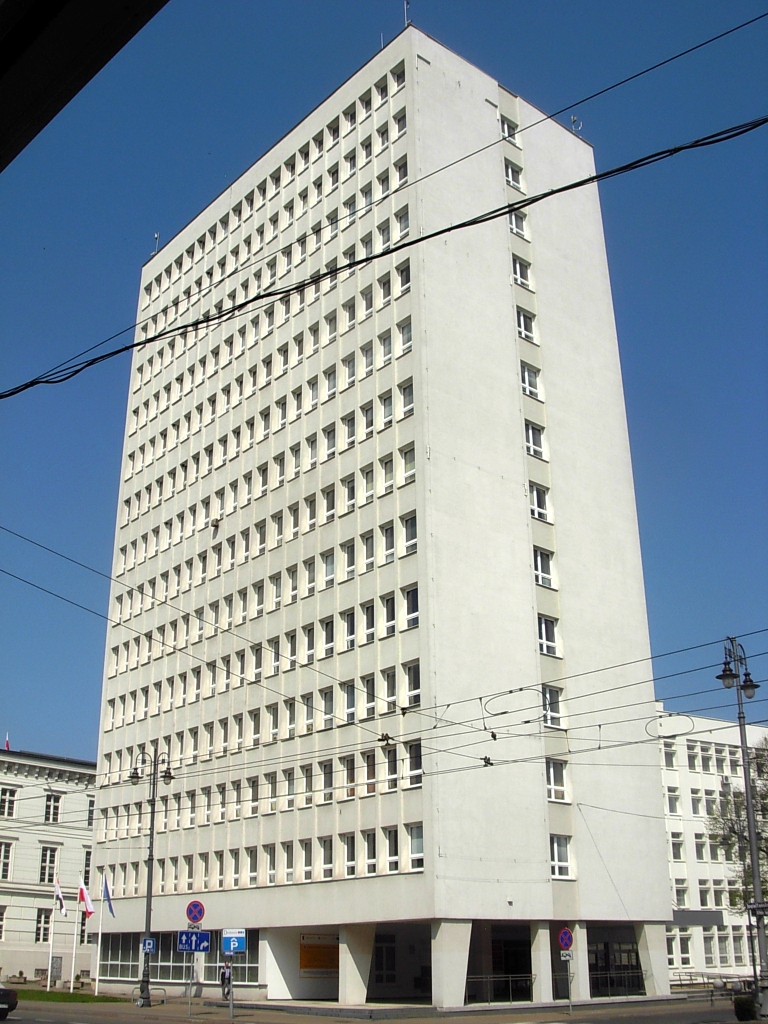
Biurowiec ul. Konarskiego 1, mieszczący szereg urzędów administracji zespolonej i niezespolonej, m.in. Główny Urząd Statystyczny, Urząd Żeglugi Śródlądowej, Kuratorium Oświaty, kilka inspektoratów wojewódzkich itd.

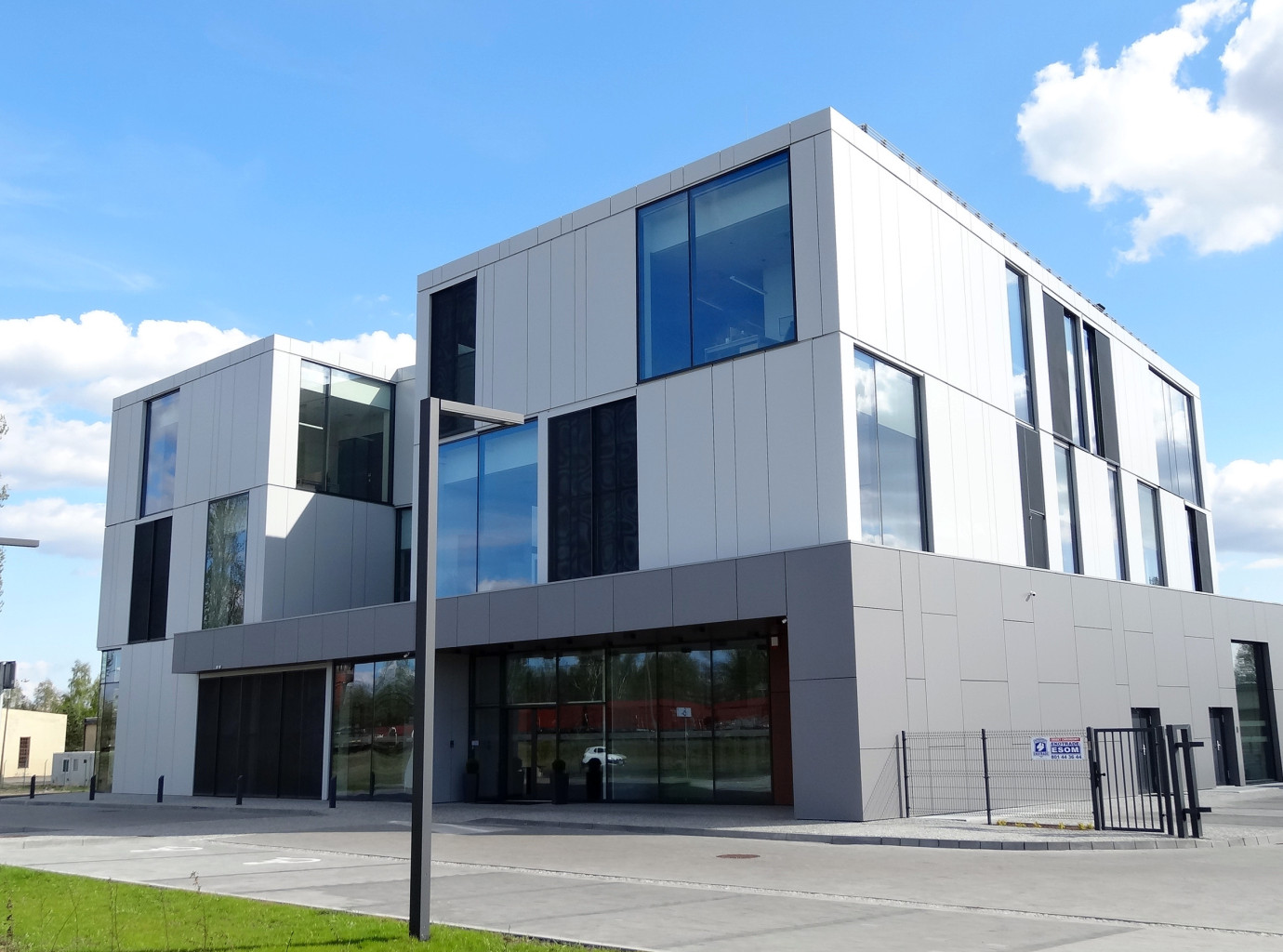
Urząd Dozoru Technicznego przy ul. Kamiennej

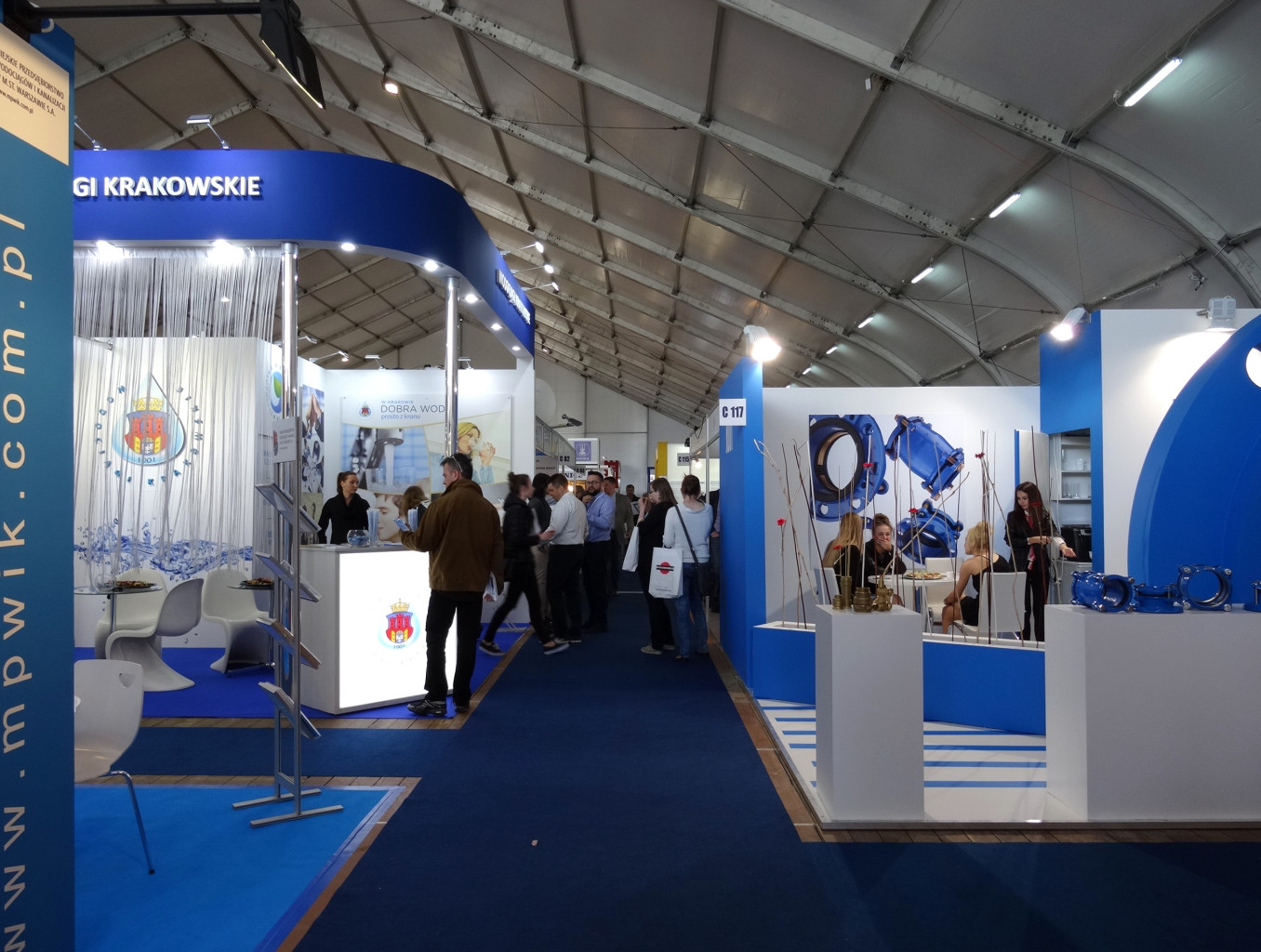
Targi Wod-Kan (2015) organizowane przez Izbę Gospodarczą Wodociągi Polskie z siedzibą w Bydgoszczy

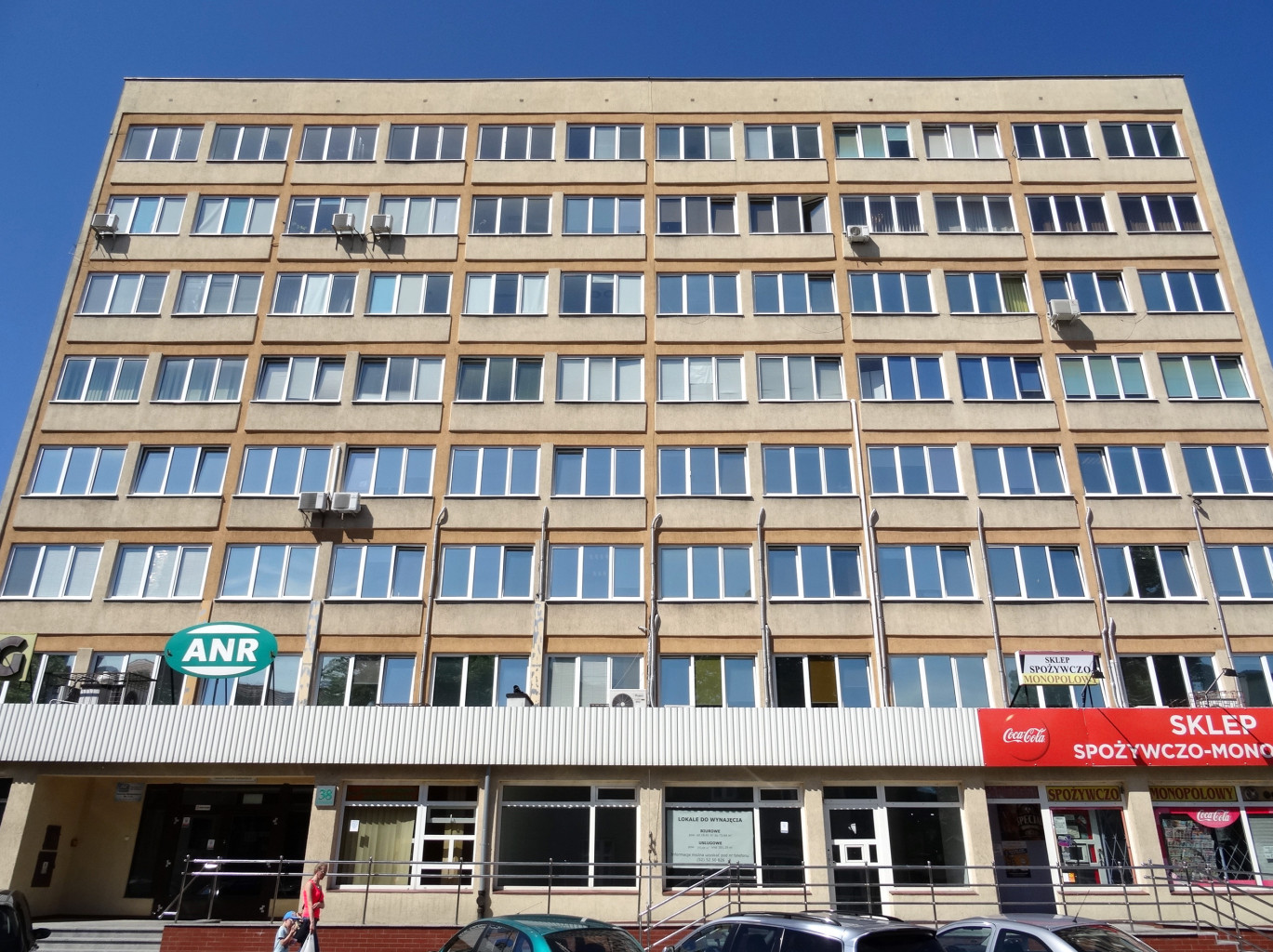
Biurowiec ul. Hetmańska 38, w którym znajduje się oddział Agencji Nieruchomości Rolnych oraz Polska Izba Producentów Urządzeń i Usług na Rzecz Kolei

W Bydgoszczy funkcjonuje szereg instytucji tzw. otoczenia biznesu, wspierających rozwój przedsiębiorczości oraz zrzeszających przedsiębiorców. To także dobrze rozwinięty sektor bankowy i rynek usług finansowych, ubezpieczeniowych, obsługi nieruchomości i firm, to organizacje targowe, izby przemysłowo-handlowe i stowarzyszenia gospodarcze, w tym klastry przemysłowe.
W 2013 roku w Bydgoszczy funkcjonowało szereg instytucji finansowych o zasięgu regionalnym, 230 kancelarii prawnych, 21 przedsiębiorstw leasingowych, 13 domów maklerskich, 247 biur rachunkowych, 17 wypożyczalni samochodów osobowych, 24 izb i organizacji gospodarczych, 10 instytucji targowych z 14 imprezami targowymi.

### Administracja
W Bydgoszczy mają siedziby regionalne instytucje administracji państwowej i samorządowej, m.in.
- Wojewódzki sąd administracyjny ,
- Centralne Biuro Antykorupcyjne[89],
- Najwyższa Izba Kontroli ,
- Agencja Nieruchomości Rolnych ,
- Agencja Rynku Rolnego ,
- Wojewódzkie Biuro Geodezji i Terenów Rolnych ,
- Służba Celna
- Inspektoraty podległe Wojewodzie Kujawsko-Pomorskiemu 
  - Inspektorat Jakości Handlowej Artykułów Rolno-Spożywczych ,
  - Państwowa Inspekcja Farmaceutyczna ,
  - Państwowa Inspekcja Ochrony Roślin i Nasiennictwa ,
  - Inspekcja Weterynaryjna wiw.bydgoszcz.pl,
  - Wojewódzki Inspektorat Nadzoru Budowlanego ,
  - Inspekcja Ochrony Środowiska ,
  - Inspekcja Handlowa ,
  - Inspekcja Transportu Drogowego ,
  - Inspekcja Geodezyjna i Kartograficzna ,
  - Sanepid ,
- Wojewódzka Komisja Dialogu Społecznego
- Generalna Dyrekcja Dróg Krajowych i Autostrad ,
- Zarząd dróg wojewódzkich ,
- Główny Urząd Statystyczny , który oprócz opracowywania statystyk dotyczących województwa kujawsko-pomorskiego, w ramach specjalizacji posiada Ośrodek Badań i Analiz Rynku Pracy,
- Główny Urząd Miar  – oddziałowi okręgowemu w Bydgoszczy podlega 5 urzędów obwodowych: Bydgoszcz, Toruń, Włocławek, Grudziądz, Inowrocław, Brodnica,
- Obwodowy Urząd Probierczy  – podlega urzędowi okręgowemu w Warszawie (Warszawa, Gdańsk, Łódź, Białystok, Bydgoszcz),
- Urząd Dozoru Technicznego ,
- Urząd Ochrony Konkurencji i Konsumentów  – jeden z 9 oddziałów w Polsce,
- Urząd Komunikacji Elektronicznej ,
- Urząd Żeglugi Śródlądowej  – jeden z 8 w Polsce, administruje żeglugą na całej Wiśle, Noteci, Warcie, Brdzie, Kanale Bydgoskim i Ślesińskim,
- Inspektorat Wsparcia Sił Zbrojnych ,
- Regionalny zarząd gospodarki wodnej w Bydgoszczy – jeden z 11 w Polsce, administruje rejonem wodnym Noteci[90],
- Polski Komitet Pomocy Społecznej

### Wspieranie przedsiębiorczości
Przedsiębiorczość w mieście i regionie wspierają liczne instytucje i stowarzyszenia gospodarcze, m.in.:
- Bydgoska Agencja Rozwoju Regionalnego,
- akademickie i miejskie inkubatory przedsiębiorczości (UKW, UTP, WSG, CM UMK, BSB, ),
- kilkanaście izb gospodarczych i przemysłowo-handlowych, m.in. Izba Przemysłowo-Handlowa Województwa Kujawsko-Pomorskiego (zał. 1861) , Kujawsko-Pomorska Izba Rzemiosła i Przedsiębiorczości (zał. 1848) ,
- regionalne izby branżowe urbanistów, architektów (Kujawsko-Pomorska Okręgowa Izba Architektów RP), inżynierów (Kujawsko-Pomorska Okręgowa Izba Inżynierów Budownictwa), radców prawnych (Okręgowa Izba Radców Prawnych w Bydgoszczy)
- związki i zrzeszenia gospodarcze m.in.: Kujawsko-Pomorskie Zrzeszenie Handlu i Usług, Kujawsko-Pomorski Związek Pracodawców i Przedsiębiorców  i inne,
- fundusze pożyczkowe (m.in. Bydgoski Fundusz Poręczeń Kredytowych , Fundusz Pożyczkowy Kujawiak )
- Sieć aniołów biznesu ,
- centra i kluby eksportera, Business Centre Club, Rotary International.

Wśród instytucji zajmujących się wdrażaniem osiągnięć nauki w działalność przemysłową wyróżnia się Regionalne Centrum Innowacyjności w Bydgoszczy oraz centrum rozwoju holdingu PESA.

### Ogólnopolskie organizacje gospodarcze
W Bydgoszczy ma siedzibę kilka ogólnopolskich organizacji gospodarczych, m.in.:
Izba Gospodarcza „Wodociągi Polskie” , Ogólnopolskie Stowarzyszenie Samorządów na Rzecz Kolei Lokalnych, Polska Izba Producentów Urządzeń i Usług na Rzecz Kolei , Polska Izba Gospodarcza Elektrotechniki  i inne.

### Instytucje finansowe w Bydgoszczy

#### Tradycje

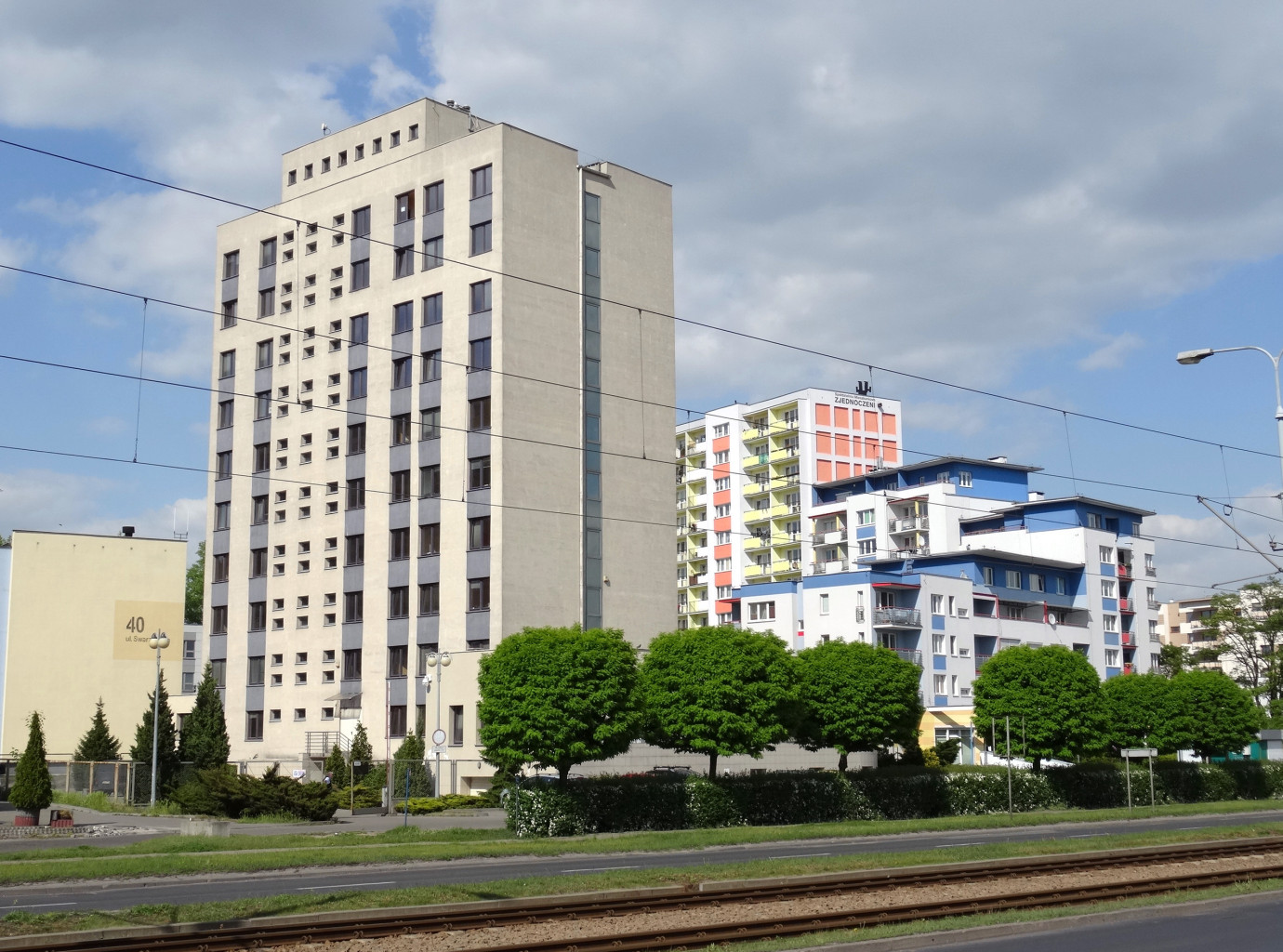
Pierwszy Urząd Skarbowy w Bydgoszczy

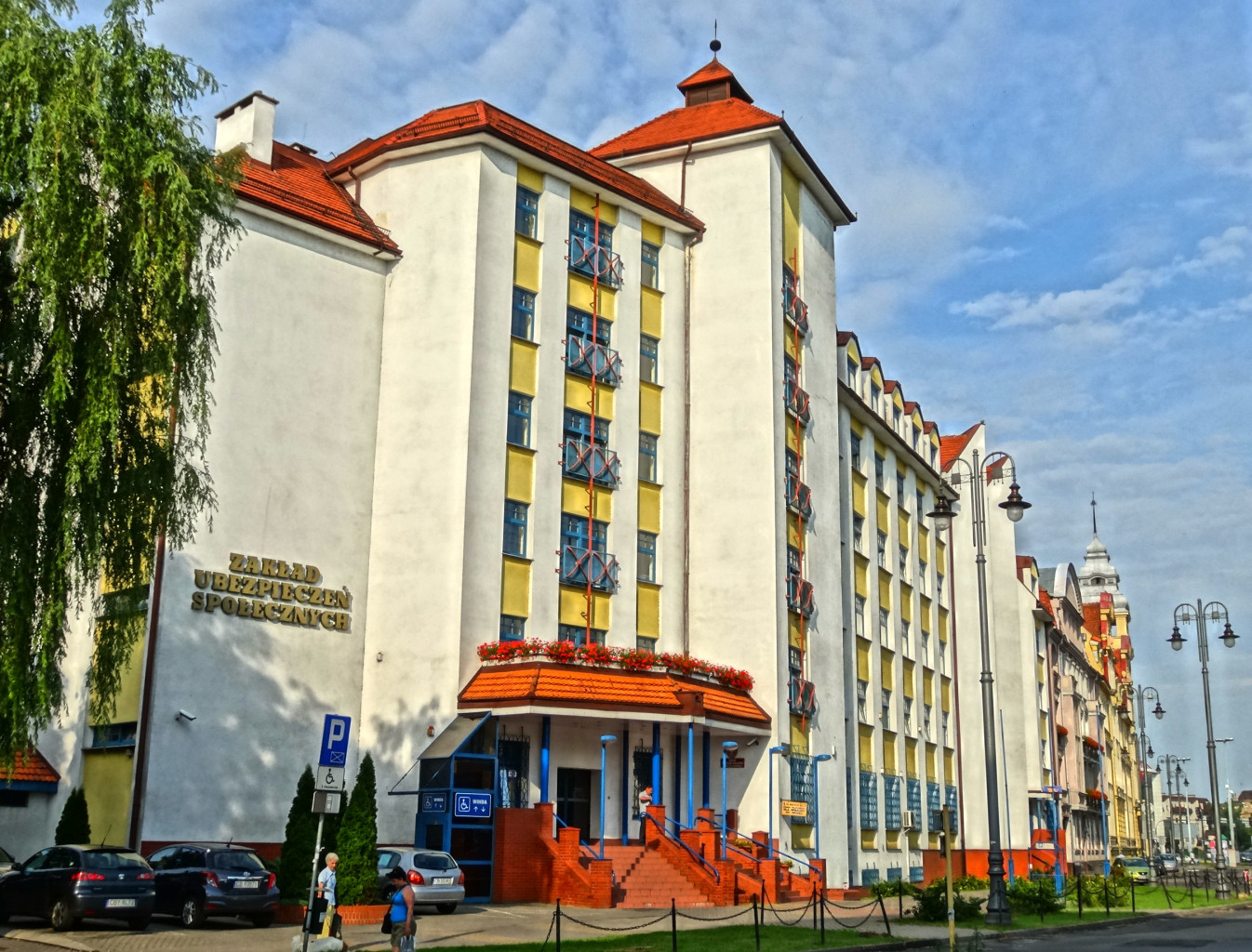
Bydgoski oddział ZUS

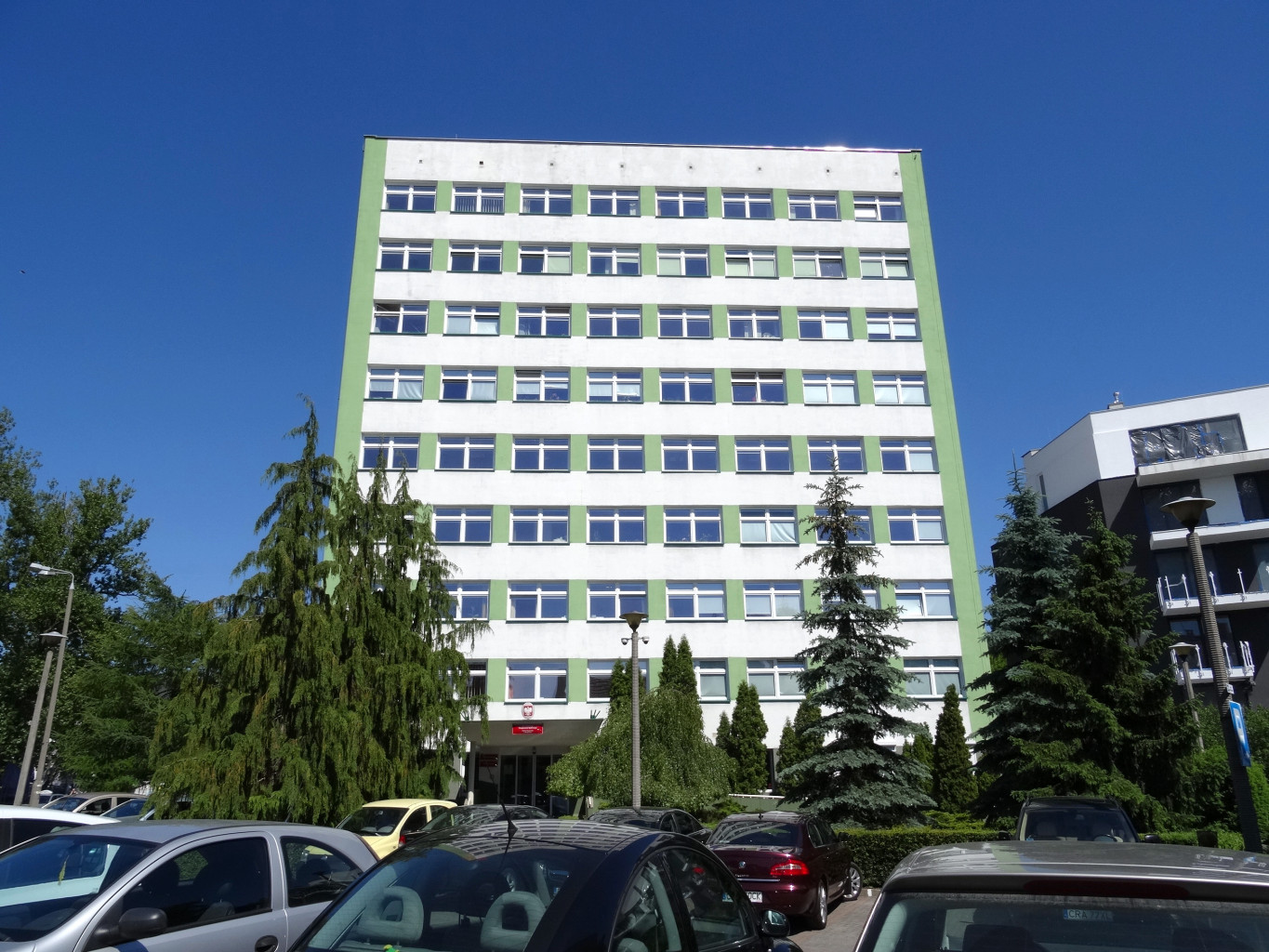
Regionalny oddział KRUS

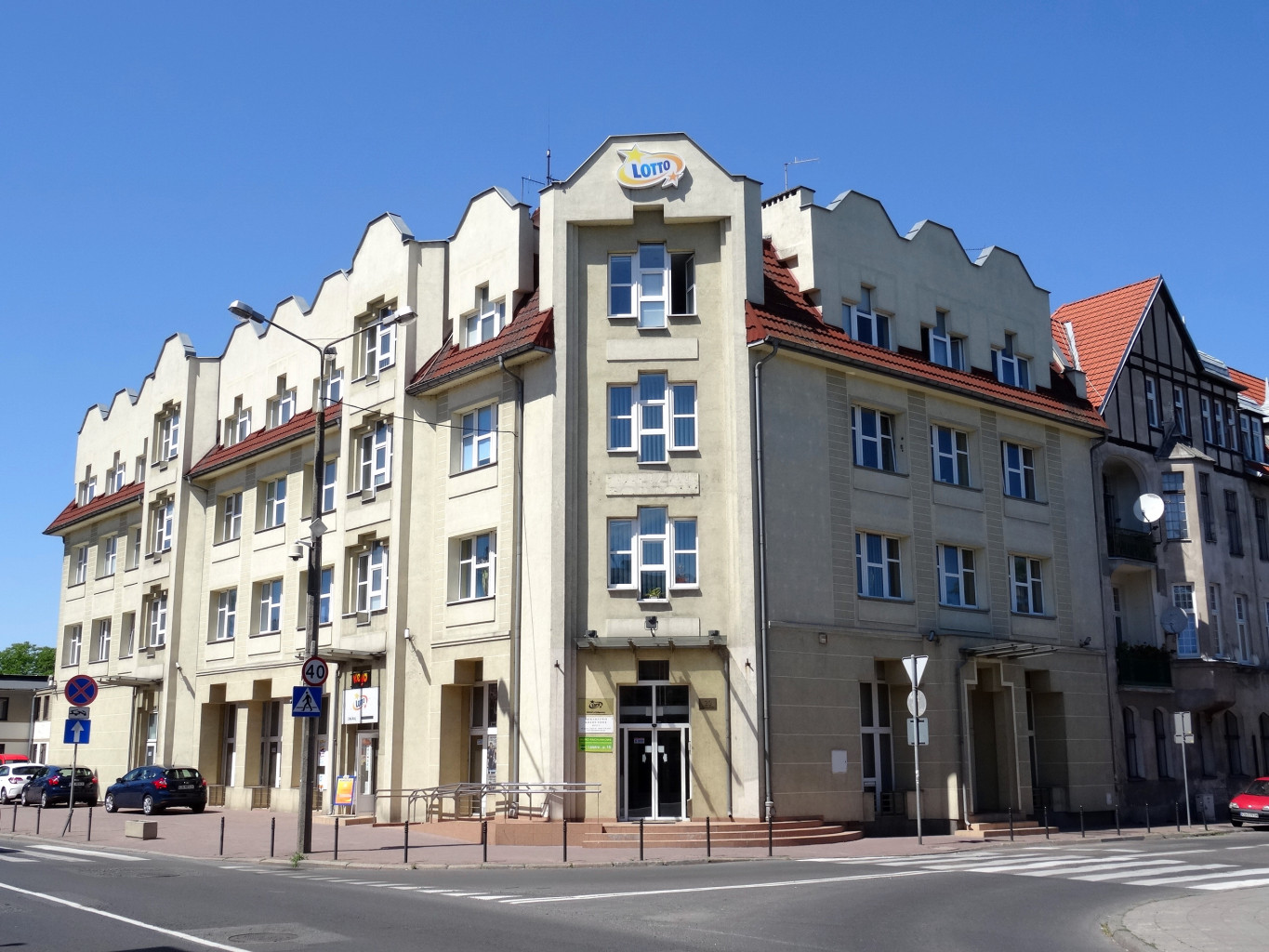
Siedziba oddziału Totalizatora Sportowego w Bydgoszczy

Najstarszą placówką w Bydgoszczy związaną z szeroko pojętymi finansami była mennica (1594-1688), która od 1627 do 1644 roku była jedynym tego typu czynnym zakładem w Koronie Polskiej. Do napędu urządzeń bydgoskiej mennicy szeroko wykorzystywano wodną siłę napędową nurtu rzeki Młynówki, co na równi z dogodnym położeniem Bydgoszczy przy wodnym szlaku Wisły przyczyniło się do rozwoju zakładu. Do 1601 roku mennica działała jako prywatny zakład Stanisława Cikowskiego, podkomorzego krakowskiego i generalnego administratora ceł koronnych. Od 1613 roku była mennicą królewską Zygmunta III Wazy, a od 1632 roku mennicą koronną, zarządzaną przez podskarbiego koronnego. Po potopie szwedzkim w bydgoskiej mennicy wybijano masowo pierwsze monety polskie nazywane złotówkami – tymfy Jana Kazimierza (1663-1666), których różnica między wartością nominalną, a faktyczną miała służyć finansowaniu skarbu królewskiego. W tym samym czasie w podobny sposób wybijano również masowo szelągi miedziane (boratynki). W XVII wieku mennica bydgoska była porównywalna z najlepszymi zakładami europejskimi. W 1621 roku wybito w niej jedne z największych do dzisiaj złotych monet w Europie – 100 dukatów Zygmunta III Wazy.
Natomiast pierwsza instytucja o charakterze banku została założona w Bydgoszczy w 1787 r.
W połowie XIX wieku w Bydgoszczy istniała m.in. filia pruskiego Banku Królewskiego w Berlinie z siedzibą przy ul. Długiej 52. W latach 1863–1866 dla tej instytucji zbudowano neorenesansowy budynek w administracyjnej części miasta przy ul. Jagiellońskiej według projektu arch. Hermanna Cuno. W XIX i początku XX wieku na Pomorzu i w Wielkopolsce dominowały banki niemieckie, w tym Bank Wschodni (niem. Ostbank für Handel und Gewerbe) z siedzibą w Bydgoszczy. Funkcjonowało także 5 banków polskich.
W okresie międzywojennym liczba banków w Bydgoszczy kształtowała się w granicach 17-26 (w tym 4-6 niemieckich). Wśród banków miejscowych wyróżniały się Bank Dyskontowy Towarzystwo Akcyjne, Bank Bydgoski (do 1929 – Komunalna Kasa Oszczędności) oraz Niemiecki Bank Ludowy. Natomiast siedzibę dawnego Banku Królewskiego w Berlinie przy ul. Jagiellońskiej zaadaptowano dla Banku Polskiego w Warszawie.
Po wojnie w budynku zlokalizowano oddział Narodowego Banku Polskiego. W 1954 r. były już w Bydgoszczy trzy oddziały NBP, które zajmowały m.in. budynki przy ul. Jagiellońskiej 4 i 8. Po reformie bankowości przeprowadzonej w 1969 r. I oddziałowi NBP w Bydgoszczy przypadła rola kontroli i finansowania w skali krajowej drobnego handlu, przemysłu, gospodarki komunalnej i mieszkaniowej. W 1974 r. NBP założył w Bydgoszczy przedsiębiorstwo informatyczne Bazy i Systemy Bankowe, producenta kompleksowych rozwiązań IT dla administracji publicznej.
Po 1989 r. NBP pozostał w roli banku centralnego, podczas gdy otwarto rynek dla banków komercyjnych. W latach 90. XX w. w Bydgoszczy zaistniał „boom bankowy”, który charakteryzował się otwarciem kilkudziesięciu oddziałów banków komercyjnych i powstaniem kilku rodzimych. Nowo wzniesiona siedziba mBanku w Bydgoszczy w formie „nowych spichrzy” uzyskała tytuł najpiękniejszego budynku użyteczności publicznej w Polsce lat 90. XX wieku.

#### Współczesność
W Bydgoszczy mają siedzibę regionalne instytucje finansowe i skarbowe, m.in.
- Narodowy Bank Polski Oddział Okręgowy, Jagiellońska 8  – wojewódzki oddział polskiego banku centralnego
- Izba skarbowa, Warmińskiego 18  – podlega jej 23 urzędów skarbowych w województwie
- Urząd Kontroli Skarbowej, Marcinkowskiego 7
- Regionalna Izba Obrachunkowa, Świętej Trójcy 35
- Kujawsko-Pomorski Urząd Skarbowy, Grunwaldzka 50  – obsługuje duże podmioty gospodarcze z całego województwa, istnieją także 3 miejskie oddziały urzędu skarbowego
- ZUS, Świętej Trójcy 33  – oddział w Bydgoszczy, z inspektoratami w Bydgoszczy, Inowrocławiu, Nakle, Sępólnie, Świeciu, Tucholi, Żninie
- KRUS, Wyczółkowskiego 22  – Oddział Regionalny w Bydgoszczy, z placówkami terenowymi w całym województwie plus powiat chojnicki
- Bazy i Systemy Bankowe  – przedsiębiorstwo informatyczne należące do NBP, stowarzyszone ze Związkiem Banków Polskich
- Regionalne Centrum Sprzedaży KIR – oferujące sprzedaż kwalifikowanych podpisów elektronicznych[105]
- 34 banków ze 167 placówkami, w tym jedyny ogólnopolski bank z centralą w regionie kujawsko-pomorskim (Bank Pocztowy), 13 Spółdzielczych Kas Oszczędnościowo-Kredytowych, 59 przedsiębiorstw konsultingowych, 156 agencji reklamowych, 211 zakładów ubezpieczeniowych[88]
- ogólnopolskie centra rozliczeniowe: Poczty Polskiej, Banku Pocztowego, PKP Cargo
- PZU – oddział i regionalne centrum ubezpieczeń komunikacyjnych
- Totalizator Sportowy  – oddział z zasięgiem na województwo kujawsko-pomorskie i dawne województwo pilskie.

### Klastry gospodarcze
W 2007 roku utworzono Bydgoski Klaster Przemysłowy skupiający przedsiębiorstwa z branży narzędziowej i przetwórstwa tworzyw sztucznych oraz szereg instytucji okołobiznesowych. W 2013 roku kilkanaście bydgoskich przedsiębiorstw sektora IT, Uniwersytet Technologiczno-Przyrodniczy oraz miasto Bydgoszcz zawarli umowę o współpracy w ramach Bydgoskiego Klastra Informatycznego, natomiast w 2014 roku powstał Bydgoski Klaster Lotniczy, którego członkami są m.in. Wojskowe Zakłady Lotnicze nr 2, Port lotniczy Bydgoszcz, Uniwersytet Technologiczno-Przyrodniczy w Bydgoszczy i Politechnika Poznańska. Istnieje poza tym szereg innych klastrów, skupiających m.in. agrobiznes, branże: chemiczną, turystyczną, medyczną, rzemiosło itd. Klastry przyczyniają się do rozwoju innowacji i zastosowaniu nauki w przemyśle.

### Targi
W Bydgoszczy odbywa się rocznie ok. 14 imprez targowych i wystawienniczych. Największe to: Międzynarodowe Targi Maszyn i Urządzeń dla Wodociągów i Kanalizacji WOD-KAN (400 wystawców z Polski i Europy) organizowane przez Izbę Gospodarczą Wodociągi Polskie oraz Air Fair na terenie Wojskowych Zakładów Lotniczych. Dodatkowo regularnie odbywają się targi Interpiek-Polgastro – spożywcze i szereg innych imprez targowych – krajowych i międzynarodowych. Na terenie Leśnego Parku Kultury i Wypoczynku Myślęcinek w 2012 powstało Bydgoskie Centrum Targowo-Wystawiennicze, dla którego w 2015 wzniesiono nową halę wystawienniczo-targową w sąsiedztwie Leśnego Parku Kultury i Wypoczynku w Myślęcinku.

## Przedsiębiorstwa

### Informatyka i Business Process Outsourcing
W Bydgoszczy można zaobserwować dynamicznie rozwijający się sektor nowoczesnych usług, do których zalicza się przede wszystkim: finanse i księgowość, usługi IT, obsługę klienta, zarządzanie zasobami ludzkimi, zarządzanie zaopatrzeniem, dokumentacją, dostawami, badania i rozwój, usługi prawne. Znajduje się tu szereg międzynarodowych przedsiębiorstw typu Business Process Outsourcing (BPO) oraz Share Service Center (SSC), będących liderami tej branży w kujawsko-pomorskim. Według opracowania Kujawsko-Pomorskiego Centrum Obsługi Inwestora są to m.in.:
- Atos Origin(inne języki) – międzynarodowe przedsiębiorstwo z branży informatycznej. Zatrudnia ponad 76 tysięcy pracowników w 47 krajach na całym świecie; oferuje usługi zarządzania infrastrukturą IT, integrację systemów informatycznych, outsourcing i doradztwo; w Polsce działa od 2000 roku (Strona)
- Alcatel-Lucent – doradztwo i wsparcie operacyjne w zakresie systemów informatycznych (Strona)
- JPMorgan Chase LTD – zarządzanie finansami w zakresie handlu międzynarodowego i logistyki (Strona)
- Teleplan Polska – usługi serwisowe sprzętu elektronicznego, komputerowego i telekomunikacyjnego (Strona)
- Jabil Global Services – największy w Europie aftermarket serwis, naprawa sprzętu elektronicznego, komputerowego; w Bydgoszczy zatrudnia ok. 800 osób (Strona)
- Mobica Limited – Polski oddział SDL (światowego lidera branż IT i GIM) w Bydgoszczy zajmuje się zarządzaniem projektami (Strona)
- Tyco Electronics – przedsiębiorstwo z branży elektronicznej; największy na świecie producent biernych elementów elektronicznych i elektrycznych, takich jak złącza, końcówki kablowe, rezystory, elementy termokurczliwe, kable i przewody, podzespoły światłowodowe, przekaźniki, czy też filtry sieciowe i ekrany dotykowe

Alcatel-Lucent w Bydgoszczy uruchomił Globalne Centrum Zarządzania Sieciami, zaś bydgoscy pracownicy Atos IT Services zostali uznani za najlepszych i najbardziej efektywnych w całym koncernie. Do innych ważnych przedsiębiorstw sektora IT należą także: Genesys, Asseco Poland, Sunrise System, Bazy i Systemy Bankowe, TELDAT, Postadata i wiele innych.
W mieście funkcjonują również centra rozliczeniowo-finansowe, np. Livingston International – jeden z globalnych liderów branży, Centrum Korporacyjne Banku Przemysłowo-Handlowego, Centrum Operacyjne Grupy Banku Pocztowego, Centralny Ośrodek Rozliczeniowy Poczty Polskiej, Bibby. Natomiast w sektorze call center działają m.in.: Centrum Obsługi Biznesu, Eniro Polska, Makromedia, Media System.
W 2014 roku w sektorze BPO/SSC w Bydgoszczy pracowało ponad 7 tys. osób, z czego ponad 70% w szeroko rozumianej branży IT. Do tego należy doliczyć ponad 1 tys. pracowników w dziedzinie finansów i rachunkowości oraz niespełna 0,5 tys. pracowników call center. W 2008 r. firma Colliers International przyznała Bydgoszczy miano „Wschodzącej gwiazdy BPO” w raporcie „Improving trough moving”. Bydgoszcz dołączyła do kluczowych ośrodków BPO/SSC w Polsce, którymi są oprócz stolicy: Poznań, Wrocław, Kraków i Trójmiasto.

### Przemysł elektrotechniczny i telekomunikacyjny
Bydgoszcz posiada bogate tradycje przemysłu elektrotechnicznego. W dwudziestoleciu międzywojennym powstała tu pierwsza fabryka kabli w Polsce, central telefonicznych, pierwsze w Polsce maszyny do pisania. Po wojnie w latach 50. XX w. Eltra wyprodukowała pierwszy w Polsce tranzystorowy miniaturowy odbiornik radiofoniczny. Tradycję kultywują nie tylko liczne przedsiębiorstwa tej branży, ale także Wydział Telekomunikacji UTP. Kilka przedsiębiorstw ma tradycje przedwojenne np.: Kable, Eltra, Telfa (Nokia), Kolejowe Zakłady Łączności. W 2014 przedstawicielami tego typu przedsiębiorstw w Bydgoszczy były m.in.: Tele-Fonika Kable, Tyco Electronics, APW Poland, Eltra, SiMS, Pixel, Slican, Prettl Molding Polska, Volex Poland, Jabil, Kolejowe Zakłady Łączności i inne.

### Przemysł spożywczy
Przemysł spożywczy w Bydgoszczy jest powiązany z bazą surowcową w województwie kujawsko-pomorskim. Do ważniejszych przedsiębiorstw tej branży w mieście i gminach podmiejskich należą m.in.: Jutrzenka (Colian), Mlekpol, Sowa, Abramczyk (jeden z największych w Polsce producentów ryb i owoców morza), Stovit Group, Drobex, Frosta, Domat, Globalmalt, Bydgoskie Zakłady Mięsne, Edbol, Wody Mineralne Ostromecko, Hage Polska (Osielsko) i inne. Kilka przedsiębiorstw posiada tradycje przedwojenne, a nawet z XIX wieku, np. Bydgoskie Zakłady Mięsne (1890), Jutrzenka (lata 20. XX w.) Lokalny przemysł spożywczy posiada zaplecze naukowo-badawcze w postaci Wydziału Zootechnicznego i Wydziału Rolniczego UTP w Bydgoszczy, Wydziału Biologii i Ochrony Środowiska oraz Wydziału Nauk o Ziemi UKW w Bydgoszczy.

### Przemysł chemiczny
Do ważniejszych przedsiębiorstw przemysłu chemicznego w Bydgoszczy należą m.in.: „Nitro-Chem”, Linde AG (Eurogaz), Stomil Bydgoszcz, Unilever (Bydgoszcz) oraz szereg przedsiębiorstw z branży przetwórstwa tworzyw sztucznych (Hanplast, OKT, Sopur, Form-Plast, Graform, Plastpur, Metalpur, Tuplex, Solchem, Selena, KaPlast, Form-Gum, Supravis Group S.A. itd.) produkcji opakowań oraz form do ich wytwarzania, które zrzeszone są w Bydgoskim Klastrze Przemysłowym. Największe przedsiębiorstwa posiadają tradycje przedwojenne: Stomil, Unilever (Bydgoszcz). Nitro-Chem powstał w 1940 r. Większość pozostałych przedsiębiorstw powstała po 1989 r. Na uwagę zasługuje innowacyjność przedsiębiorstw działających w tej branży, przejawiająca się m.in. dużą liczbą patentów i świadectw ochronnych na wzory użytkowe. Także w tej branży znaczącą rolę odgrywają uczelnie wyższe, zwłaszcza UTP, które kształcą kadrę na Wydziale Chemicznym.

### Przemysł elektromaszynowy
W regionie działa holding Pojazdy Szynowe PESA Bydgoszcz, będący polskim dostawcą zespołów trakcyjnych i tramwajów. Do innych przedsiębiorstw tej branży należą m.in.: Makrum, Fabryka Obrabiarek do Drewna, Bydgoskie Zakłady Elektromechaniczne „Belma”, Wojskowe Zakłady Lotnicze nr 2, Skraw-Mech, Famor, Big-Tor, Cimat, Rem-Suw, Big-Tor, Kolbud, Tectro Polska, Unibike, Bohamet (Białe Błota) i inne. Urządzenia specjalistyczne i gospodarstwa domowego produkują m.in. Zakład Urządzeń Dozymetrycznych Polon-Alfa, Byfuch, Alfaco, Zakłady Maszyn Gastronomicznych Ma-Ga, Polanes, Pol-Osteg, Dragon, Domik, Jumopol, Artmet i inne. Branża posiada zaplecze naukowo-badawcze w postaci uczelni wyższych regionu oraz Regionalnego Centrum Innowacyjności w Bydgoszczy.
Spośród przedsiębiorstw przemysłu elektromaszynowego i środków transportu PESA posiada tradycje z 1851 roku, a jego wyroby znane są w wielu krajach Europy. Makrum posiada tradycje z XIX wieku (fabryka Lohnerta), Fabryka Obrabiarek do Drewna powstała w 1865 (Blumwe i Syn), a BZE Belma w 1868 (Fabryka Sygnałów Kolejowych). Natomiast kilka przedsiębiorstw produkcji maszyn gastronomicznych powstało w latach 50. na bazie drobnych fabryk przedwojennych np. Byfuch (1953), Ma-Ga (1958), Metalowiec (1949).

### Branża energetyczna
Dostawcą energii elektrycznej w Bydgoszczy jest m.in. Grupa Energetyczna Enea. Oddział przedsiębiorstwa PGE Górnictwo i Energetyka Konwencjonalna S.A. posiada trzy elektrociepłownie w Bydgoszczy, wytwarza energię cieplną i elektryczną, zaspokaja 70% komunalnych, 90% przemysłowych potrzeb ciepłowniczych, 60% zapotrzebowania na energię elektryczną aglomeracji Bydgoszczy i okolic. Natomiast Komunalne Przedsiębiorstwo Energetyki Cieplnej jest dostawcą ciepła sieciowego oraz ciepłej wody użytkowej głównie dla potrzeb komunalnych.

### Branża metalowa
Producentami elementów metalowych są w Bydgoszczy m.in. Bydgoska Fabryka Narzędzi „Befana”, Trzaska-Polflansz, Fabryka Maszyn i Narzędzi Fado, Awe Poland, Hasco Polska, CGH International, Drabex, Metalkas, Tectro Kunststofftechnik, TRW, Drabex, Fomix, Ronet, Sermo Polska, LUKTOM s.c., Metalwit i inne. Konstrukcje metalowe wytwarzają i handlują nimi m.in. Metalko, Projprzem, Metalbark, Drozapol-Profil, IMS Stalserwis i inne. „Befana” jest jednym z najstarszych bydgoskich przedsiębiorstw (1852), w okresie międzywojennym była największą w Polsce wytwórnią narzędzi, a obecnie jedyną istniejącą wytwórnią pilników w Polsce.

### Przemysł drzewno-papierniczy, meblowy i papierniczy
Branża drzewno-papiernicza i meblarska ma tradycje w regionie z uwagi na obecność dużych kompleksów leśnych, dostarczających surowca (Bory Tucholskie, Puszcza Bydgoska), jak i tradycje spławu drewna Wisłą oraz Kanałem Bydgoskim. Niektóre z przedsiębiorstw tej branży to: Bydgoskie Fabryki Mebli, Bydgoskie Zakłady Sklejek „Sklejka Multi”, HF Helvetia Furniture, ETAP Meble i inne. Tradycje Bydgoskich Fabryk Mebli sięgają 1884 r., Sklejka-Multi – 1914, a Zakładów Papierniczych – okresu międzywojennego. Po 1990 powstała duża fabryka mebli Helvetia Furniture.

### Branża budowlana i materiałów budowlanych
Największymi przedsiębiorstwami budowlanymi w Bydgoszczy są: Budopol, Projprzem, Eltor, Lech, Ebud, Stabud, Bydgosta, Kontbud, Alstal, zaś do ważniejszych przedsiębiorstw produkujących materiały budowlane należą m.in.: Grupa Atlas, Polbet i Kamal, Genderka (największy w regionie producent styropianu), Solbet, Prefabet Białe Błota, Kolejowe Zakłady Nawierzchniowe Cogifer Polska, Żegluga Bydgoska.

### Inne branże
W Bydgoszczy funkcjonują także przedsiębiorstwa innych branż, np. drukarnie (Abedik, Bellerdruk, Franczak, Grafpol, Serigraph, Unigraph). Najstarsze w mieście Zakłady Graficzne im. KEN założone w 1806 funkcjonowały do 2008 roku. Pasamon (zał. 1924) jest największym w Polsce producentem tkanych taśm technicznych. Przedstawicielami przemysłu odzieżowego są m.in. Modus (zał. 1945), Galex, Królak, Zenit, Szefler. W branży urządzeń wentylacyjnych i klimatyzacyjnych działają m.in. VTS Clima, AMB Klima, Ekoklimat, Promont, Central-Bud, Hel-Wita (Białe Błota), Klimat Solec i KMW Engineering itd. Dużym producentem preparatów paszowych jest Polmass, a produkcją ozdób choinkowych na eksport zajmują się m.in. przedsiębiorstwa: Glob i Sopel. Producentami sprzętu medycznego są m.in. Cezal, Unimed, Dräger Polska, Tech-Med, a dystrybutorem farmaceutyków: Polska Grupa Farmaceutyczna Bydgoszcz. Jednym z największych w Europie producentem i dystrybutorem piór i wkładów żelowych jest Rystor (zał. 1968), zaś teczek i segregatorów – Vaupe Polska. W Osielsku znajduje się polski oddział Pentel, a w Solcu Kujawskim – zakład Pasaco produkujący papier powlekany. W Osielsku znajduje się firma Dudek Paragliders zajmująca się produkcją paralotni i akcesoriów związanych z paralotniarstwem.
W Bydgoszczy działa także wiele przedsiębiorstw usługowych, ochrony osób i mienia (AJG, Szogun, Karor, Euroalarm), windykacji należności (EGB Investmens) oraz handlowych i spedycyjnych (Oponeo.pl, Schenker, DHL, Unipol, Maktronik, Transbud). Bogate tradycje posiada Żegluga Bydgoska, zał. w 1891, a przed wojną Lloyd Bydgoski – jedno z największych przedsiębiorstw w mieście z własną stocznią, oraz szeregiem innych przedsiębiorstw zależnych.

## Plany rozwoju gospodarczego
W opracowaniach planistycznych m.in. Strategii Rozwoju Miasta oraz Planie Rozwoju Bydgoszczy na lata 2009–2014 zawarto program rozwoju sfery gospodarczej miasta. Mają temu służyć m.in. następujące przedsięwzięcia:
- rozwój wyspecjalizowanych instytucji upowszechniania przedsiębiorczości i innowacji (inkubatory przedsiębiorczości, centra innowacyjności);
- budowa powiązań funkcjonalno-przestrzennych i więzi kooperacyjnych między przedsiębiorstwami w ramach klastrów przemysłowych, informatycznych itp.;
- budowa infrastruktury dla rozwoju biznesu, w tym funkcji wystawienniczej;
- rozwój infrastruktury Bydgoskiego Parku Przemysłowo-Technologicznego wraz z budową Centrum Transferu Technologii i Innowacji;
- rozwój zaplecza naukowo-badawczego oraz współpracy instytucji nauki z lokalnymi przedsiębiorcami (Regionalne Centrum Innowacyjności w Bydgoszczy, Kujawsko-Pomorskie Centrum Bezpiecznej Żywności – UTP, Regionalne Centrum Transferu i Transformacji Technologii – UKW, Centrum Rozwoju Naukowo-Technologicznego Przedsiębiorstw – WSG);
- pozyskiwanie inwestorów krajowych i zagranicznych tworzących nowe miejsca pracy, szczególnie firm innowacyjnych, wdrażających zaawansowane technologie;
- rozwój powierzchni biurowych służących branżom usług dla biznesu, m.in. outsourcing procesów biznesowych (BPO) i centra usług wspólnych (SSC)
- umocnienie roli Bydgoszczy jako miasta targów, kongresów, zjazdów, konferencji i spotkań międzynarodowych i krajowych oraz turystyki biznesowej;
- rozwój rynku usług turystycznych.

## Handel

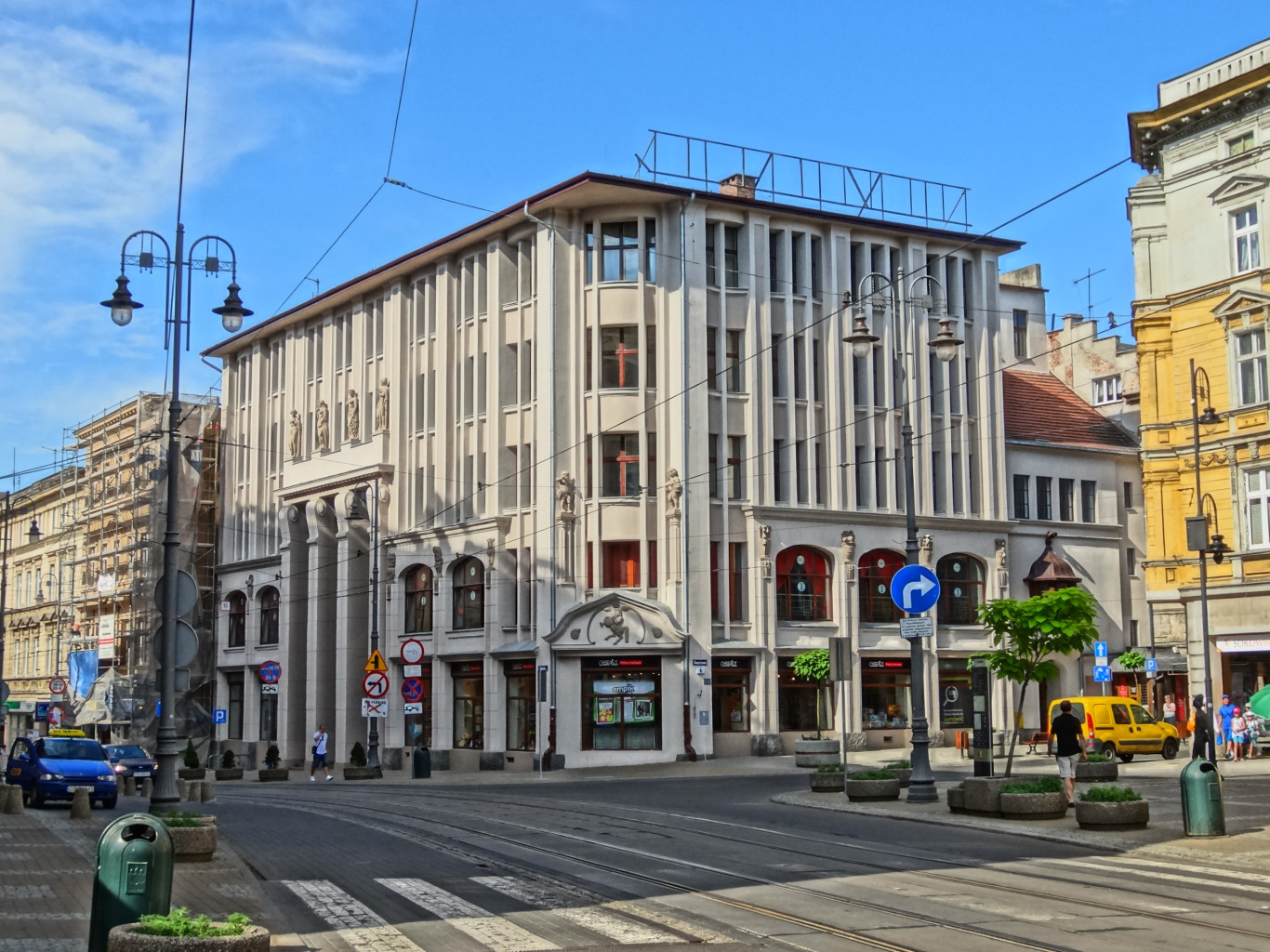
Dom Towarowy Jedynak (1911) przy ul. Gdańskiej 15

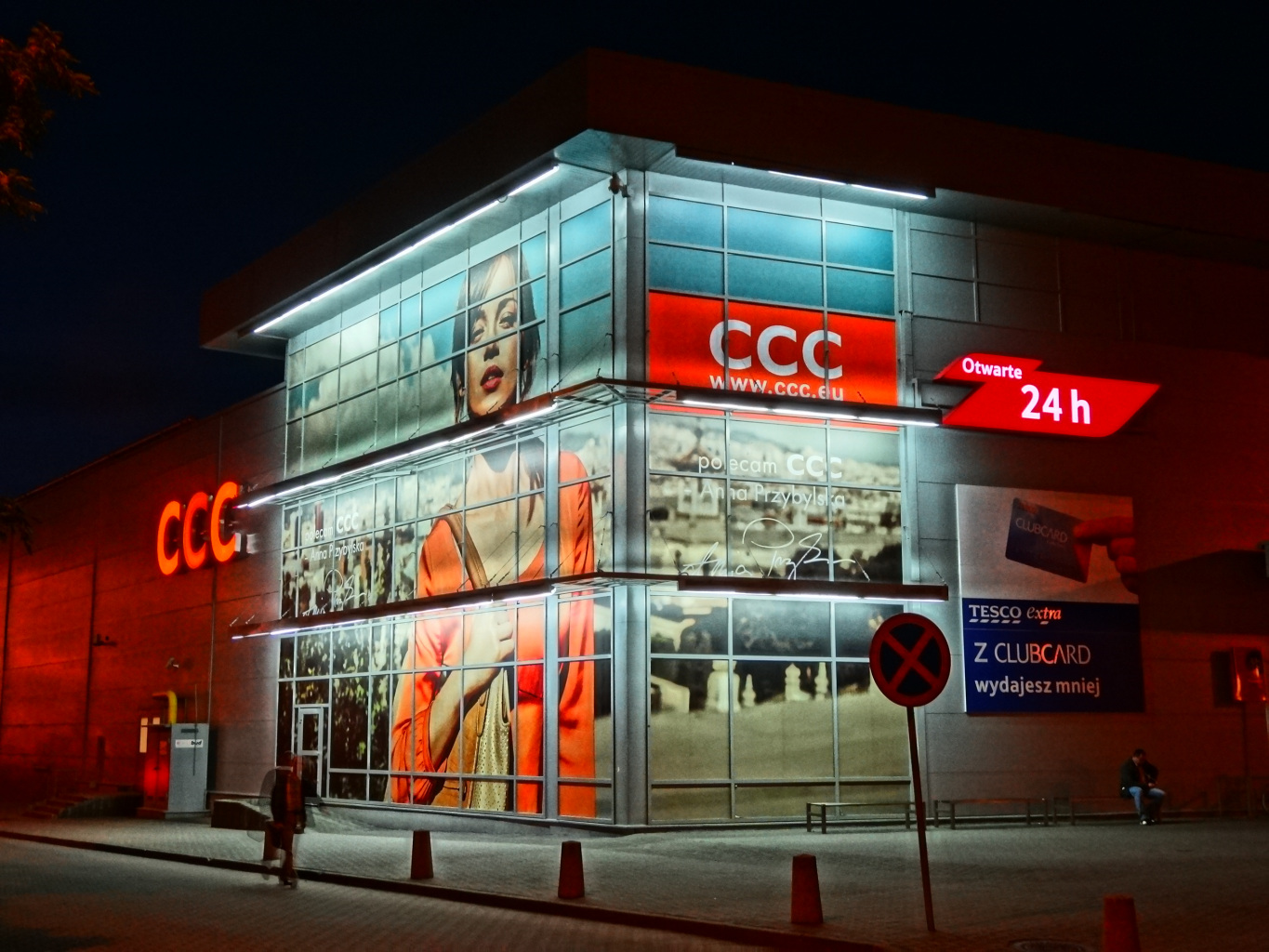
CH Tesco (2000)

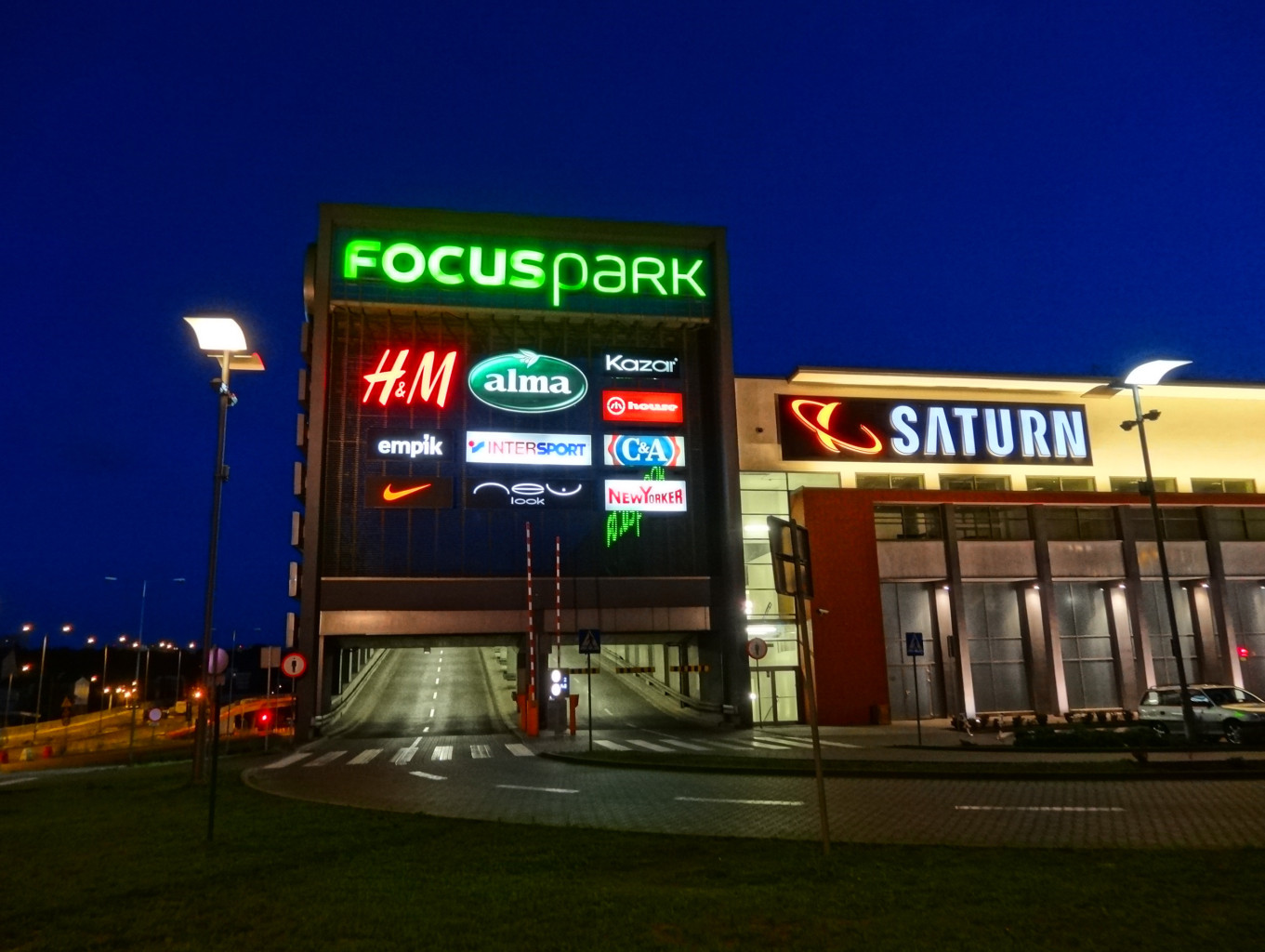
Focus Mall w Bydgoszczy (2006)

Bydgoszcz posiada bogate tradycje handlowe sięgające średniowiecza, związane zwłaszcza ze spławem towarów do Gdańska. Handlowa rola Bydgoszczy była kontynuowana podczas zaboru pruskiego (1774-1920), a dotyczyła m.in. transferu drewna i zboża przez Kanał Bydgoski. Na początku XX wieku powstały w Bydgoszczy wzorem innych miast europejskich pierwsze domy towarowe, usytuowane w okazałych kamienicach przy głównych arteriach miejskich. Przykładami są m.in. obiekty: przy placu Teatralnym oraz Dom Towarowy Jedynak przy ulicy Gdańskiej, który pełni swą funkcję częściowo do dziś. W dwudziestoleciu międzywojennym powszechnie znany był również Dom Towarowy Braci Mateckich przy Starym Rynku (zburzony w 1945 r.)
W międzywojennej Bydgoszczy istotne znaczenie miały również hurtownie, składy i targi, które odbywały się w środy i soboty na Starym Rynku, Nowym Rynku i placu Poznańskim, a w poniedziałki i czwartki na placu Piastowskim. Największe sklepy (składy) zlokalizowane były przy reprezentacyjnych ulicach: Gdańskiej, Dworcowej i Focha. W latach 20. XX w. nową formą handlu i reklamy stały się pokazy mody. Wraz z nadejściem nowego sezonu urządzano wzorem miast zachodnioeuropejskich prezentacje najnowszych krojów odzieży, organizowane głównie w Domu Towarowym Be-De-Te przy ul. Gdańskiej.
Po II wojnie światowej rozwijający się w Bydgoszczy prywatny handel został znacznie ograniczony po 1948 r. w wyniku tzw. bitwy o handel. W latach 50.zreorganizowano strukturę handlu tworząc szereg specjalistycznych przedsiębiorstw branżowych. Po 1956 r. rozpoczęto wznoszenie pawilonów handlowych w centrum i na osiedlach (Tęcza – 1969, Rywal – 1973, Supersam – 1975 itd.). Po 1989 roku w wyniku transformacji ustrojowej i prywatyzacji nastąpiła likwidacja większości państwowych przedsiębiorstw handlowych. Dopływ kapitału zagranicznego i działalność kredytowa banków spowodowały po 1994 r. rozwój wielkopowierzchniowych obiektów handlowych tzw. super- i hipermarketów. Słabo rozwinięty w okresie PRL handel hurtowy zastąpiły liczne hurtownie prywatne. Po 1990 r. rozwinęła się również sieć targowisk: hurtowych (przy ul. Kieleckiej), giełd handlowych (np. motoryzacyjna), spożywczo-przemysłowych (przy ul. Glinki) oraz 19 mniejszych na osiedlach.

### Centra handlowe
Według danych GUS w 2014 roku w Bydgoszczy znajdowało się 12 hipermarketów (3x Carrefour, 2x Auchan, Tesco, E.Leclerc, Makro, Selgros, Castorama, OBI, Leroy Merlin i inne) i 72 supermarkety. Na osiedlach funkcjonowało 15 targowisk oraz ponad 5 tys. sklepów drobnodetalicznych. Istnieją również supermarkety specjalistyczne np. Decathlon lub IKEA. Tradycyjną rolę handlową spełnia także centrum miasta z ulicami handlowymi: Gdańską, Dworcową, Długą, Śniadeckich, lecz po 2000 r. ich rolę przejmują w coraz większym stopniu galerie handlowe.
W 2014 roku miasto dysponowało 4 dużymi (powyżej 50 tys. m²) galeriami handlowo-rozrywkowymi oraz 4 mniejszymi:
- Centrum Handlowe Rondo (1999) – 60 tys. m², w tym hala hipermarketu ok. 8 tys. m², trzypoziomowa galeria z parkingiem podziemnym i hipermarketem Auchan oraz 46 butikami z częścią gastronomiczną (m.in. McDonald’s)[146]
- Centrum Handlowe Tesco (2000) – hala sprzedaży ok. 10 tys. m², butiki, jedyne w Bydgoszczy[147]
- Centrum Handlowe Auchan (2001) – 17,6 tys. m² (hipermarket 11,5 tys. m² – największa powierzchnia w Bydgoszczy, galeria handlowa 6,1 tys. m² – 46 butików), parking naziemny, w pobliżu Leroy Merlin, Decathlon i IKEA[148]
- Galeria Pomorska (2003, rozbudowa 2014) – 76 tys. m², w tym 8 tys. m² to hala sprzedaży Carrefour; dwupoziomowa galeria liczy około 150 butików, kręgielnię, multipleks Helios, część restauracyjną i rozrywkową oraz parking naziemny i wielopoziomowy[149]
- Centrum Handlowe Glinki (2006) – mieści salę sprzedaży Carrefour oraz ok. 20 butików[150]
- Focus Mall (2006) – czteropoziomowa galeria handlowa (90 tys. m²) ze 150 butikami, multipleksem Cinema City i dwupoziomowym parkingiem na dachu[151]
- Dom Mody Drukarnia (2007) – sześciokondygnacyjna galeria handlowa (w tym 3 kondygnacje handlowe, 3 to parkingi) o powierzchni 25 tys. m² w centrum miasta przy ul. Gdańskiej[152]
- Galeria Fordon (2008) – czterokondygnacyjna galeria handlowa o pow. 7 tys. m² i ok. 18 butikami[153]
- Centrum Handlowe Zielone Arkady (2015) – czteropoziomowa galeria handlowa największa w Bydgoszczy (115 tys. m²) z 200 butikami, częścią rozrywkową i 6-kondygnacyjnym parkingiem[154]

## Tradycje przemysłowo-handlowe

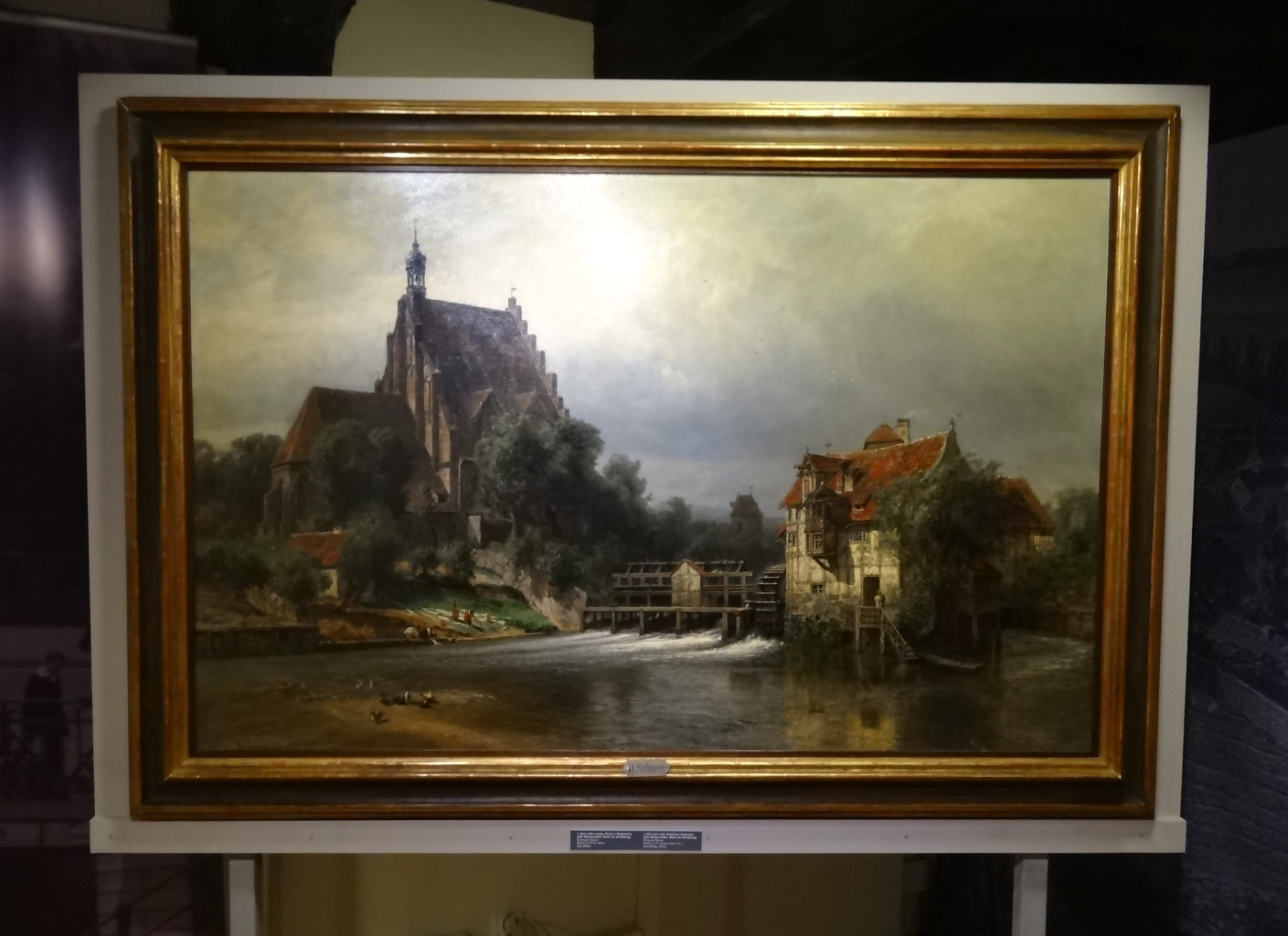
Obraz przedstawiający wodny młyn bydgoski i Jaz Farny

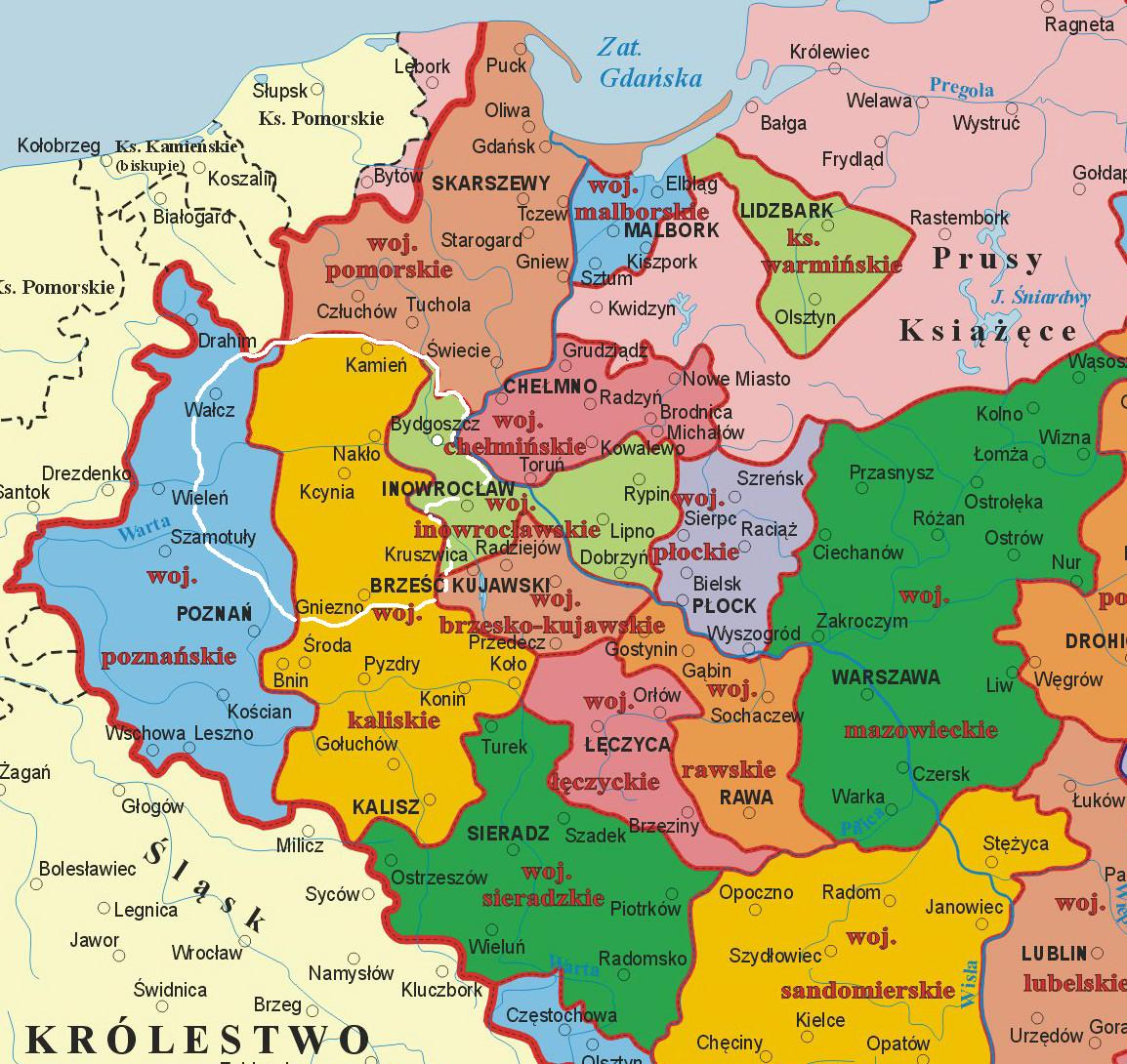
Bydgoski rynek zbożowy w XV–XVII wieku – obszar, z którego zwożono zboże (z majątków szlacheckich, królewskich i kościelnych) do Bydgoszczy w celu spławiania do Gdańska

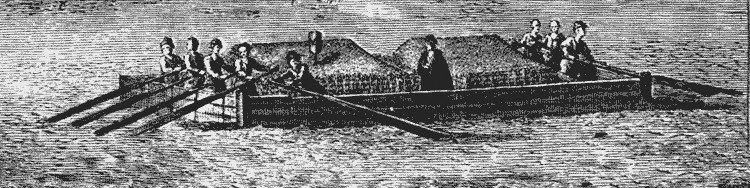
Komięga na Wiśle

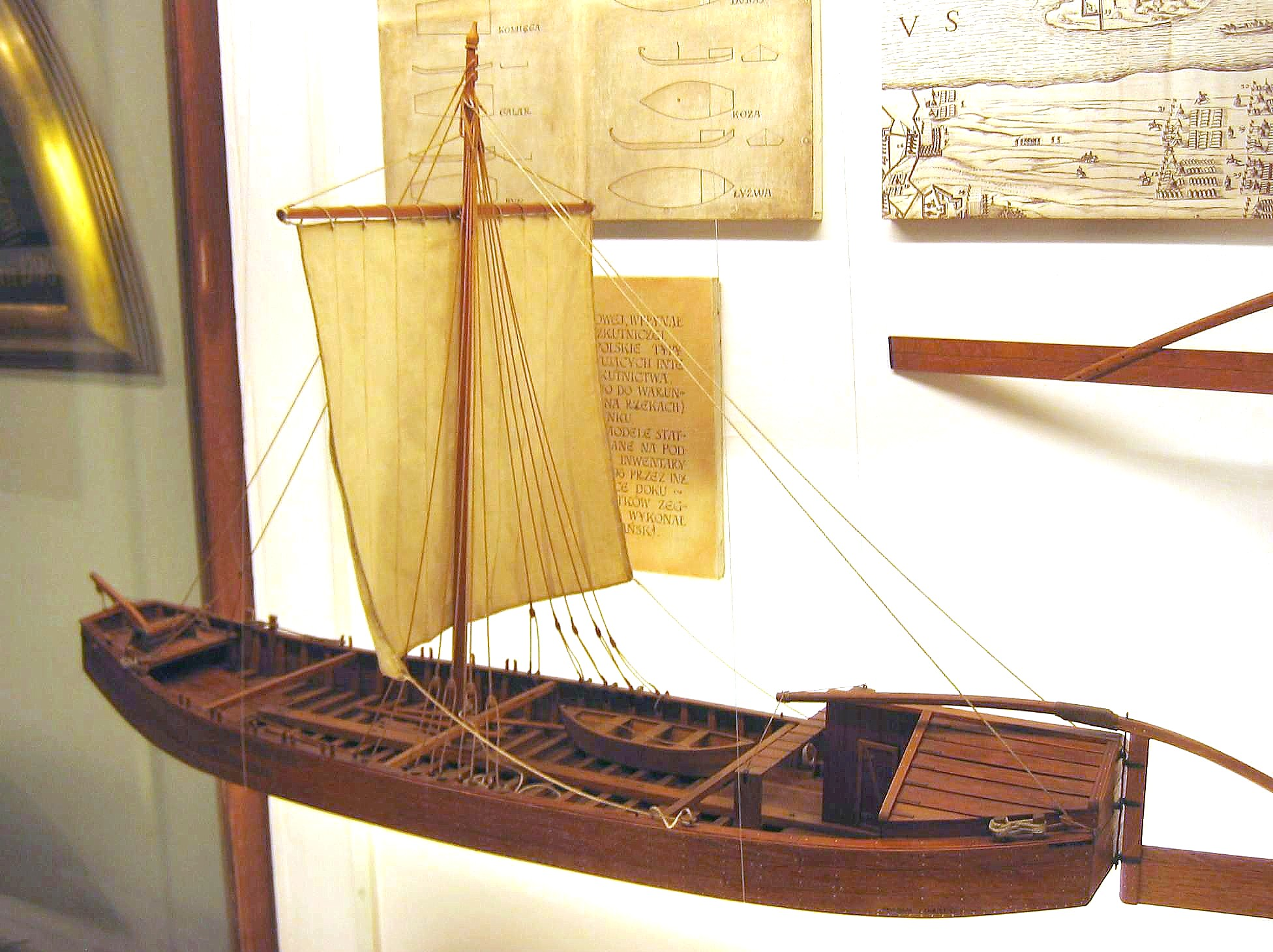
Model dawnej łodzi żaglowej (byk) służącej do transportu towarów Wisłą do Gdańska

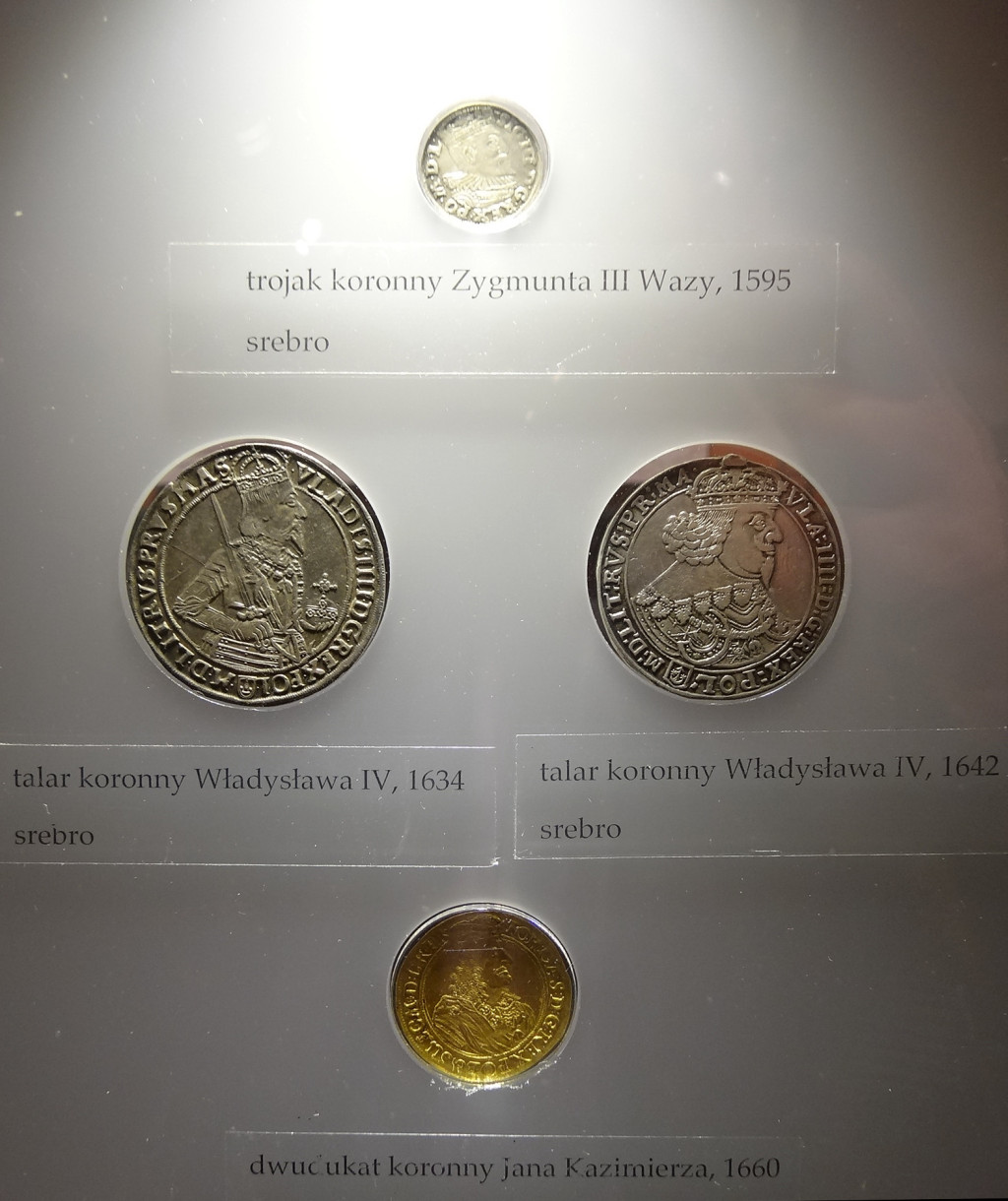
Niektóre monety wybijane w mennicy bydgoskiej

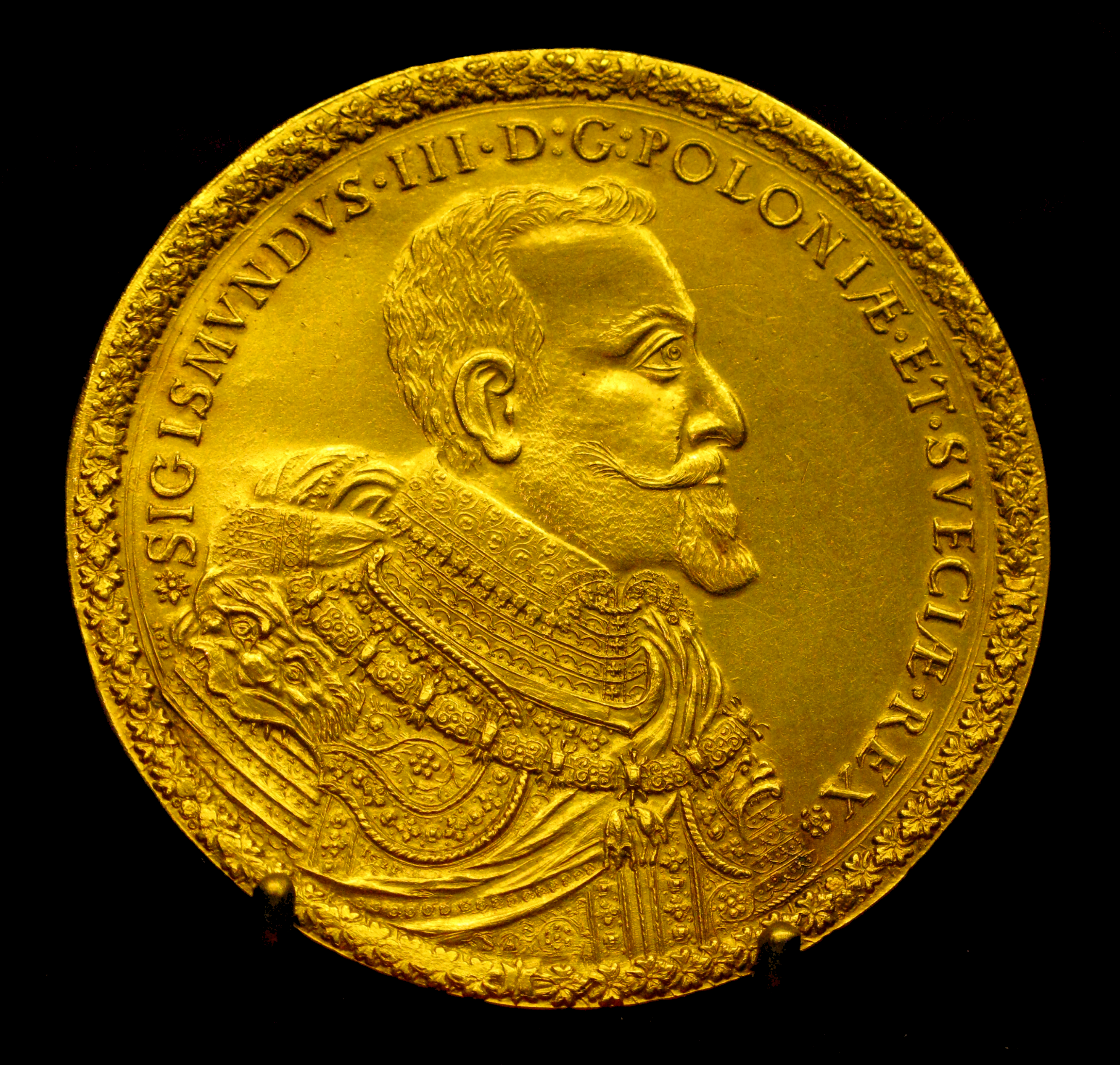
40 dukatów Zygmunta III Wazy z 1621 r.

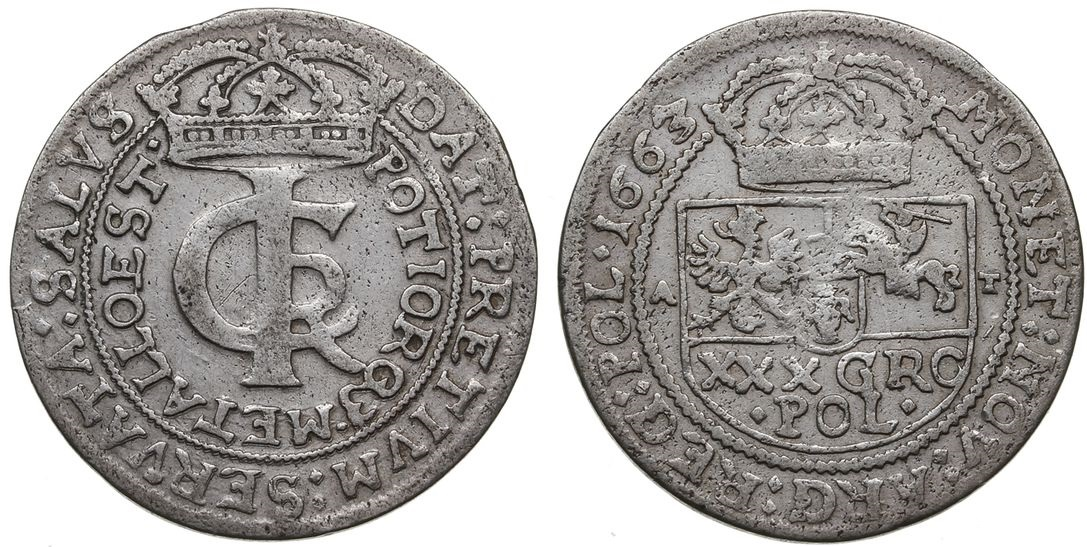
Tymf Jana Kazimierza Wazy (1663) wybijany w mennicy bydgoskiej

Bydgoszcz posiada bogate tradycje przemysłowe i handlowe. Tradycja handlu sięga średniowiecza, natomiast przemysłu początku XIX wieku.

### I Rzeczpospolita
Rozwój Bydgoszczy opierał się na przesłankach wynikających z jej położenia na styku działów wodnych i szlaków komunikacyjnych przy starym szlaku bursztynowym, potem trakcie śląsko-pomorskim. Podczas wykopalisk w rejonie Starego Miasta odkryto monety m.in. z Niemiec, Czech, Węgier, a nawet Bizancjum i państw arabskich. W okresie przedlokacyjnym odnotowano rozwój osadnictwa i rzemiosła na terenie Starego Miasta, w Czersku Polskim i Wyszogrodzie. W Bartodziejach rozwinięte był m.in. bartnictwo i garncarstwo.
Szlak lądowo-wodny łączący Kujawy i Wielkopolskę z Pomorzem Gdańskim kontrolowała warownia w Wyszogrodzie (nad Wisłą koło Fordonu, na obecnym terytorium Bydgoszczy), gdzie w 1145 r. odnotowano komorę celną, targ i podgrodzie o charakterze handlowo-rzemieślniczym. W 1252 r. pojawiła się pierwsza wzmianka źródłowa o komorze celnej w Bydgoszczy i moście na Brdzie. Dochody z cła pochodziły ze spławu towarów z terenów położonych na północ od grodu bydgoskiego. Po nadaniu praw miejskich w 1346 roku Bydgoszcz stała się ośrodkiem wymiany i zbytu towarów. Jednakże jak dowodził na łamach „Kroniki Bydgoszczy” burmistrz Wojciech Łochowski (1557), miasto ze względu na położenie na piaszczystych gruntach, lesistość i słabe zaludnienie okolicy, nie mogło opierać swej gospodarki na rolnictwie, targach i jarmarkach (jak większość ówczesnych miast w Polsce), lecz na handlu, zwłaszcza spławnym, do czego miało wybitnie korzystne warunki naturalne. Od XV wieku rozwinęła się ekspansja ekonomiczna lokalnego mieszczaństwa: pośrednictwo handlowe (zboże, drewno), eksport (piwo, ceramika) oraz rozwój rzemiosła i manufaktur. W XVII wieku działała tu jedyna w Królestwie Korony Polskiej mennica, a miasto było jednym z największych eksporterów zboża w Rzeczypospolitej.
Pierwszym masowym zajęciem mieszczan bydgoskich było warzenie piwa. Wzmianki o piwie bydgoskim pochodzą z ok. 1390 roku, a w XV wieku było ono towarem masowym w Prusach Zakonnych, Kujawach i Wielkopolsce. W XV wieku eksportowano je do największych miast polskich, w tym do Gdańska i Poznania oraz do pobliskich miast pomorskich i kujawskich. Dla potrzeby browarników wybudowano m.in. w 1523 r. drewniany wodociąg miejski. W 1564 r. piwo bydgoskie obok czterech innych było zatwierdzone przez Sejm jako piwo eksportowe Rzeczypospolitej. Np. w 1579 r. wyprodukowano w Bydgoszczy ok. 2,5 tys. beczek piwa, z czego 14 łasztów spławiono do Gdańska.
W okresie staropolskim kluczowe znaczenie miała droga wodna Wisły, którą prowadzono handel spławny, a Bydgoszcz miała w tym pokaźny udział. Żegluga rzeczna była w staropolskiej Bydgoszczy jedną z najważniejszych dziedzin gospodarki. Rzeka Wisła umożliwiała transport towarów rolnych i rzemieślniczych do portu gdańskiego. Brda natomiast łączyła port bydgoski z Wisłą i umożliwiała spław drewna i poszukiwanych niegdyś towarów leśnych (potaż, smoła) z Puszczy Bydgoskiej i Borów Tucholskich. Spław drewna Brdą z okolicznych lasów datuje się od zamierzchłych czasów. Nieco późniejszą metrykę ma spław zboża z Kujaw (XIII-XIV w.) do zbudowanych w tym celu magazynów i spichrzów. Rosnącą rolę odgrywał frocht, czyli transport cudzych towarów na statkach należących do mieszczan
Począwszy od XV wieku Bydgoszcz stała się centrum handlu zbożowego dla północnej Wielkopolski, a w wieku XVI należała do największych ośrodków handlu spławnego w Rzeczypospolitej. Ocenia się, że w II połowie XVI wieku, co dziesiąty mieszkaniec miasta był gospodarczo związany ze spławem wiślanym, a bogaci kupcy zbożowi wraz z przedstawicielami rzemiosła piastowali najważniejsze stanowiska w samorządzie miejskim. Od kolejnych polskich królów mieszczanie bydgoscy uzyskiwali przywileje dotyczące handlu spławnego, m.in.:
- prawo prowadzenia handlu spławnego (1346, Kazimierz Wielki),
- prawo swobodnej żeglugi na Brdzie i Wiśle (1484, Kazimierz Jagiellończyk),
- zwolnienie z ceł w drodze powrotnej z Gdańska (1502, Aleksander Jagiellończyk),
- prawo pobierania cła wodnego od towarów wpływających do portu bydgoskiego (Jan Olbracht),
- prawo sprowadzania z Gdańska soli importowanej (1557, Zygmunt August),
- prawo pobierania części drewna spławianego Brdą z przeznaczeniem na naprawę mostów (1577, Stefan Batory),
- zakaz budowy spichrzów poza granicami miasta na gruntach królewskich (1595, Zygmunt III Waza),
- wprowadzenie opłat dla szyprów spoza Bydgoszczy (1637, Władysław IV Waza),
- zwolnienie z ceł od piwa i wyrobów garncarskich (1673, Michał Korybut Wiśniowiecki).

Formą organizacji były bractwa kupieckie: szyprów (1487), kramarzy (1532) i sterników (1591). Podobne cechy kupieckie trudniące się handlem spławnym istniały oprócz Bydgoszczy tylko w największych miastach Prus Królewskich (Gdańsk, Elbląg, Toruń – założone w czasach krzyżackich) oraz kilku miastach Korony (Kazimierz – 1614, Jarosław – 1650, Sandomierz).
Od XVI do połowy XVII wieku Bydgoszcz była jednym z największych ośrodków handlu zbożowego w Polsce wyprzedzając znacznie inne miasta kujawskie, pomorskie, mazowieckie i małopolskie. W I połowie XVII wieku kupcy mieszczańscy spławiali średnio w Polsce ok. 35% całego zboża, które trafiało do Gdańska; reszta przypadała na szlachtę, magnatów i duchownych. Z masy mieszczańskiej, w najlepszym dla miasta okresie, przeszło 70% eksportu zboża z miast koronnych (nie licząc Prus Królewskich) przechodziło przez Bydgoszcz. W latach 1564–1573, dla których zachowały się dokładne dane (z komory celnej w Białej Górze i Włocławku), z Bydgoszczy spławiano średnio rocznie 2030 łasztów (4500 ton) zboża i mąki, a np. z Włocławka 450, Warszawy 384, Pułtuska: 207, Łomży: 187, Łowicza: 159, Zakroczymia: 118, Płocka: 85, Sandomierza: 81, Kazimierza Dolnego: 64, Wyszogrodu: 63. W 1579 r. z Bydgoszczy spławiono 3095 łasztów zboża i mąki, a np. z Torunia 2600 łasztów, z Nieszawy – 949 łasztów. W tym roku co szósty statek zdążający Wisłą do Gdańska pochodził z Bydgoszczy.
Przyczyną dużego obrotu handlowego w porcie bydgoskim było położenie nad Wisłą, w miejscu, gdzie rzeka dociera najdalej na zachód, na zapleczu Kujaw i Wielkopolski, słynących z gospodarki zbożowej. Dla mieszkańców północnych części tych krain (województwa: inowrocławskie, kaliskie i poznańskie), Bydgoszcz była najbliższym portem wiślanym, dokąd wysyłano podwody z płodami rolnymi przeznaczonymi na sprzedaż. W XVI wieku ok. 65% zboża pochodziło z majątków szlacheckich, zaś 30% udział miało także zboże z majątków kościelnych (kapituła włocławska, gnieźnieńska, opactwa: koronowskie, mogileńskie, wągrowieckie). Właścicielami statków w porcie bydgoskim byli nie tylko miejscowi szyprowie, ale także mieszkańcy Nieszawy, Gdańska, Torunia, Płocka oraz korporacje duchownych. Zmieniło się to w XVII wieku, kiedy niemal całość przewozów znalazła się w rękach szyprów bydgoskich. W tym czasie ponad 90% zboża spławianego z Bydgoszczy pochodziło od szlachty. Oprócz zboża i towarów leśnych z Bydgoszczy spławiano piwo, sól z miejscowej żupy, miód, chmiel, wańczos (obrobione drewno służące do wyrobu mebli gdańskich), wełnę, woły, owce, sukno, wyroby garncarskie i inne wyroby rzemieślnicze. Z Gdańska przywożono natomiast śledzie i sól zamorską (francuską) oraz towary importowane z zachodniej i południowej Europy: sukno, przyprawy, oliwę, owoce południowe i wino (małmazję), które w Bydgoszczy nabywała szlachta i mieszczanie.
W XV–XVII wieku przy porcie miejskim istniała stocznia rzeczna, w której naprawiano szkuty. Przy nabrzeżach stały spichlerze o trudnej do ustalenia liczbie. Nie wszystkie należały do mieszczan, lecz również do szlachty, gdańszczan, czy też biskupstwa gnieźnieńskiego. W XVII wieku szlachta wielkopolska usiłowała uniknąć pośrednictwa kupców bydgoskich i próbowała sama wysyłać zboże magazynując je we własnych spichlerzach we wsiach nad Brdą i Wisłą na terenach nie podlegających jurysdykcji miejskiej (Bartodzieje, Siersko). W 1670 r. wojewoda poznański Andrzej Karol Grudziński podjął próbę podniesienia wsi Czersko do rangi miasta, co miało uwierzytelnić prowadzony w tym miejscu handel zbożem przez szlachtę. Od kupców prowadzących spław towarów pobierano opłaty: cło na rzecz skarbu królewskiego (z czego mieszczanie byli częściowo zwolnieni), śluzne i lądowe na rzecz starosty i wójta oraz mostowe i brzegowe na rzecz miasta (dotyczyło spławu drewna).
W okresie staropolskim Bydgoszcz była także sporym ośrodkiem produkcji rzemieślniczej, gdzie funkcjonowało kilkanaście cechów, m.in.: piekarzy, rzeźników (1434), zdunów-garncarzy (1466), krawców i kuśnierzy (1502), bednarzy, czapników, kołodziejów, kowali, mielcarzy, murarzy, piwowarów, powroźników, stolarzy, sukienników, szewców, stelmachów, ślusarzy, rybaków, złotników, cukierników, gwoździarzy, mosiężników, kominiarzy, łaziebników itd. Łącznie z okresu Rzeczypospolitej szlacheckiej zachowały się dokumenty 21 cechów rzemieślniczych w Bydgoszczy, niekiedy łączących po kilka zawodów, przy czym jednocześnie funkcjonowało maksymalnie ok. 15 cechów. W tym czasie w mieście i na przedmieściach uprawiano ok. 80 zawodów, w tym rzadko spotykane jak np.: zegarmistrz, lutnista, papiernik, olejnik (oleator). Wyrabiano również pierniki, które dorównywały jakością toruńskim. Jednym z ważniejszych cechów rzemieślniczych była organizacja zdunów-garncarzy (1466), a także krawców i kuśnierzy (1502). Na terenie Rzeczypospolitej znane były piwo bydgoskie oraz wyroby garncarskie, odnotowane m.in. w dziele Flis, to jest Spuszczanie statków Wisłą i inszymi rzekami do niej przypadającymi (1595).
Podpiętrzona w jazie miejskim Brda była źródłem energii dla napędu różnorodnych manufaktur, m.in. młynów wodnych, folusza sukienniczego, tartaku, garbarni. W mieście znajdowała się m.in. żupa solna (1522) i warzelnia soli (1579), cegielnia i wytwórnia dachówek (1578), mennica królewska (1594-1688), papiernia (1648) oraz prochownia (1647-1667). Mennica bydgoska założona w 1596 r. na Wyspie Młyńskiej była zakładem dużym (50 robotników), składającym się z szeregu obiektów produkcyjnych. W latach 1627–1644 była jedynym tego typu zakładem na terenie Korony Polskiej. W 1621 roku wybito w Bydgoszczy największe do dzisiaj złote monety w Europie – 100 dukatów Zygmunta III Wazy, a w latach 1663–1666 jedne z pierwszych monet polskich nazywanych złotówkami – srebrne tymfy Jana Kazimierza.
Od 1522 roku na przedmieściu Babia Wieś istniała żupa solna, gdzie składowano i sprzedawano okolicznej ludności sól małopolską i ruską, a od 1557 r. także zamorską sprowadzaną z Gdańska. W II połowie XVI wieku funkcjonowała także prywatna warzelnia soli, gdzie surowiec uzyskiwano z rumu solnego transportowanego z Wieliczki. Istniała godność żupnika bydgoskiego, rekrutującego się spośród przedstawicieli średniej szlachty, który odpowiadał za dostarczanie soli z żup ruskich. Bydgoszczanie aż do końca XVII wieku posiadali monopol na handel solą na terenie całej Wielkopolski.
Od połowy XVII wieku handel i gospodarka miejska przezywała kryzys wskutek wojen szwedzkich, ale nawet wtedy miasto wyróżniało się pod względem spławu towarów. Np. w 1665 r. na statkach mieszczan bydgoskich spławiono ponad 2000 łasztów zboża. Później większego znaczenia nabrał spław piwa, a w połowie XVIII wieku w obliczu ogólnokrajowego załamania handlu zbożem, przedmiotami spławu z Bydgoszczy były głównie towary leśne: drewno, popiół, potaż i smoła drzewna. W tym okresie z Bydgoszczy spławiano nadal trzykrotnie więcej towarów, niż z pozostałych miast kujawskich i dobrzyńskich (Solec, Nieszawa, Włocławek, Bobrowniki, Dobrzyń nad Wisłą).
W życiu gospodarczym miasta ważną rolę odgrywały także jarmarki, na które mieszczanie otrzymali przywileje królewskie. Odbywały się one w dniach: św. Agnieszki (21 stycznia), św. Idziego (1 września) i św. Marcina (11 listopada). W 1555 r. król Zygmunt August zezwolił na odbywanie jeszcze jednego jarmarku po oktawie Bożego Ciała, a przed 1669 r. uzyskano kolejne dwa jarmarki: św. Antoniego (13 czerwca) i św. Franciszka (4 października). Niezależnie od tego na rynku co sobotę (od XVIII w. również we wtorki) odbywały się targi miejskie. Targi były formą wymiany między miastem, a bliższą okolicą. Mieszczanie zaopatrywali się w artykuły spożywcze, a ludzie ze wsi – w wyroby rzemiosła. W czasie trwania targów trwała tzw. wolnica, tzn. transakcje mógł zawierać każdy bez względu na stan i pochodzenie. Jarmarki natomiast stanowiły formę wymiany z bliższą i dalszą okolicą. Przyjeżdżali na nie kupcy i kramarze z Gdańska, Torunia i wielu innych miast. Za prawo handlu na rynku pobierano różnorodne opłaty: jarmarczne, targowe oraz cło od soli, śledzi i chmielu – na rzecz starosty, opłaty na rzecz wójtostwa (od poł. XVIII w.) i na rzecz miasta (od 1526 r.) – placowe i brukowe. W sąsiednim Fordonie organizowano 3 jarmarki rocznie: w dniu św. Stanisława (9 maja), św. Marii Magdaleny (22 lipca) i na Zielone Świątki.
W handlu lądowym Bydgoszcz utrzymywała m.in. kontakty z Toruniem, Poznaniem i Krakowem. Handlowano m.in. piwem, gorzałką, miodem, solą, skórami, wełną i wyrobami metalowymi. W XVI wieku stwierdzono kontakty kupców bydgoskich z Mołdawią. W XV i XVI wieku kupcy krakowscy tworzyli w Bydgoszczy własne faktorie handlowe, najdalej wysunięte na północ.